# Mistrovství Československa v boxu
Mistrovství Československa v anglickém boxu bylo vrcholnou sportovní soutěží v Československu mezi lety 1920 až 1992. Mezi lety 1939 až 1944 jako mistrovství Protektorátu Čechy a Morava. Po zániku Československa soutěž pokračovala od roku 1993 jako mistrovství Česka v boxu a mistrovství Slovenska v boxu.

## Lehká muší/papierová váha
| Datum | Kat.   | Zlato                                     | Stříbro                                      | Bronz                                        | Bronz                                      |
| ----- | ------ | ----------------------------------------- | -------------------------------------------- | -------------------------------------------- | ------------------------------------------ |
| 1968  | –48 kg | Miroslav Pražienka (TJ Spartak Dubnica)   | Jan Veselý (TJ Rudá hvězda Ústí)             | Kováč (TJ Spartak Komárno)                   | Milan Baláž (TJ VŽKG Ostrava)              |
| 1969  | –48 kg | Miroslav Pražienka (TJ Spartak Dubnica)   | Bohumil Nešleha (TJ Slavoj České Budějovice) | Zikmund Száthmáry (TJ OP Prostějov)          | Milan Baláž (TJ Slezan Opava)              |
| 1970  | –48 kg | Miroslav Pražienka (TJ Spartak Dubnica)   | Milan Baláž (TJ Slezan Opava)                | Ján Benko (TJ VŽKG Ostrava)                  | Schubert (TJ Lokomotiva Košice)            |
| 1972  | –48 kg | Josef Jakub (TJ Škoda České Budějovice)   | Elemér Bari (VTJ Dukla Bratislava)           | Milan Baláž (TJ Slezan Opava)                | František Dudáš (TJ Lokomotiva Bratislava) |
| 1973  | –48 kg | Jozef Tessényi (BC Jánošík Trnava)        | Ján Sárközy (TJ Inter Bratislava)            | Bohumil Nešleha (TJ Slavoj České Budějovice) | Milan Baláž (TJ VŽKG Ostrava)              |
| 1974  | –48 kg | Zoltán Vig (TJ Lokomotiva Děčín)          | Károly Szeder (TJ Spartak Komárno)           | Milan Baláž (TJ VŽKG Ostrava)                | —                                          |
| 1975  | –48 kg | Jozef Tessényi (TJ OSP Galanta)           | Zoltán Vig (TJ Lokomotiva Děčín)             | Túbl (TJ ZVL Skalica)                        | Štefan Držík (TJ Spartak Dubnica)          |
| 1976  | –48 kg | Jozef Tessényi (TJ OSP Galanta)           | Václav Horňák (TJ Rudá hvězda Ústí)          | —                                            | —                                          |
| 1977  | –48 kg | Václav Horňák (TJ Rudá hvězda Ústí)       | Jozef Tessényi (TJ OSP Galanta)              | Maňkoš (TJ Uhelné sklady Praha)              | Jozef Rusňák (TJ OSP Galanta)              |
| 1978  | –48 kg | Jozef Tessényi (TJ OSP Galanta)           | Josef Rychvajs (TJ Vítkovice)                | Jozef Máron (ASVS Dukla Olomouc)             | Jozef Rusňák (TJ OSP Galanta)              |
| 1979  | –48 kg | Jozef Máron (ASVS Dukla Olomouc)          | Josef Rychvajs (TJ Vítkovice)                | Vlastimil Hasák (TJ ZŤS Martin)              | František Dudáš (TJ Lokomotiva Košice)     |
| 1980  | –48 kg | Jozef Tessényi (TJ OSP Galanta)           | Jozef Máron (ASVS Dukla Olomouc)             | Kraft (TJ Škoda České Budějovice)            | —                                          |
| 1981  | –48 kg | Ivan Miško (TJ Spartak Dubnica)           | Vladimír Žilla (TJ ZŤS Martin)               | Viselka (TJ Baník Sokolov)                   | —                                          |
| 1982  | –48 kg | Ivan Miško (TJ Spartak Dubnica)           | Vladimír Žilla (TJ ZŤS Martin)               | —                                            | —                                          |
| 1983  | –48 kg | Ivan Miško (ASVS Dukla Olomouc)           | Miroslav Toráč (TJ Vítkovice)                | František Krekáč (TJ Spartak Komárno)        | Vladimír Žilla (TJ ZŤS Martin)             |
| 1984  | –48 kg | Ivan Miško (ASVS Dukla Olomouc)           | Miroslav Toráč (TJ Vítkovice)                | Peter Štrauch (TJ Spartak Dubnica)           | Vladimír Žilla (TJ ZŤS Martin)             |
| 1985  | –48 kg | Ivan Miško (TJ Spartak Dubnica)           | Vladimír Žilla (TJ ZŤS Martin)               | Petr Andrejkovič (TJ Rudá hvězda Ústí)       | Rudolf Bihary (TJ Elitex Nitra)            |
| 1986  | –48 kg | Ivan Miško (TJ Spartak Dubnica)           | Roman Smejkal (TJ Vítkovice)                 | Jozef Dráfi (TJ Elektrosvit Nové Zámky)      | Rudolf Biháry (TJ Elitex Nitra)            |
| 1987  | –48 kg | Ivan Miško (TJ Spartak Dubnica)           | Roman Smejkal (TJ Rudá hvězda Ústí)          | Bohuš Žiga (TJ ZŤS Martin)                   | Dušan Madura (TJ Lokomotiva Vranov)        |
| 1988  | –48 kg | Petr Andrejkovič (TJ Uhelné sklady Praha) | Ivan Miško (TJ Spartak Dubnica)              | Zdeněk Fiala (TJ Baník Most)                 | Bohuš Žiga (TJ ZŤS Martin)                 |
| 1989  | –48 kg | Petr Andrejkovič (TJ Rudá hvězda Ústí)    | Ivan Miško (TJ Spartak Dubnica)              | Peter Adamec (TJ Spartak Dubnica)            | Július Csicso (TJ RH Karlovy Vary)         |
| 1990  | –48 kg | Roman Smejkal (SKP Kometa Brno)           | Petr Andrejkovič (SKP Sever Ústí)            | [[]] ([[]])                                  | [[]] ([[]])                                |
| 1991  | –48 kg | Jozef Dančo (TJ ZŤS Martin)               | Peter Baláž (Žilina)                         | Michal Šamaranský (Olomouc)                  | Striženec (SKP Kometa Brno)                |
| 1992  | –48 kg | Peter Baláž (TJ Spartak Dubnica)          | Roman Smejkal (Děčin)                        | Horváth (České Budějovice)                   | Samoranský (ASO Dukla Olomouc)             |

## Muší/vzdušná váha
| Datum | Kat.     | Zlato                                        | Stříbro                                                                                   | Bronz                                     | Bronz                                                                           |
| ----- | -------- | -------------------------------------------- | ----------------------------------------------------------------------------------------- | ----------------------------------------- | ------------------------------------------------------------------------------- |
| 1924  | –50,8 kg | František Kotva (ASC Dejvice)                | Václav Černík (ASC Dejvice)                                                               | Zdeněk Zahradský (SK Slavoj Praha VIII.)  | Zdeněk Zahradský (SK Slavoj Praha VIII.)                                        |
| 1926  | –50,8 kg | Pokorný (BC Smíchov)                         | Satler (BC Plzeň)                                                                         | —                                         | —                                                                               |
| 1927  | –50,8 kg | Václav Jelínek (BK Vršovice)                 | Papík (AFK Stráž bezpečnosti)                                                             | —                                         | —                                                                               |
| 1928  | –50,8 kg | Václav Jelínek (VS Praha)                    | Papík (AFK Stráž bezpečnosti)                                                             | —                                         | —                                                                               |
| 1929  | –50,8 kg | Hromada (Sparta Brno)                        | Vácha (TK Star Praha)                                                                     | —                                         | —                                                                               |
| 1930  | –50,8 kg | Vobnášil (BC Hoyer)                          | Punťa Schneider (BC Smíchov)                                                              | —                                         | —                                                                               |
| 1931  | –50,8 kg | Hromada (Sparta Brno)                        | Bezděk (Heros Brno)                                                                       | —                                         | —                                                                               |
| 1932  | –50,8 kg | Bezděk (Heros Brno)                          | Hromada (TK Star Brno)                                                                    | —                                         | —                                                                               |
| 1933  | –50,8 kg | Václav Jelínek (TK Star Praha)               | Kocman (TK Star Praha)                                                                    | —                                         | —                                                                               |
| 1934  | –50,8 kg | Václav Jelínek (TK Star Praha)               | Grégr (SK Český Lev Praha)                                                                | —                                         | —                                                                               |
| 1935  | –50,8 kg | Fiala (ČSS Olomouc)                          | Šimek (KA Žižka Praha)                                                                    | Medek (BC Brno)                           | Medek (BC Brno)                                                                 |
| 1936  | –50,8 kg | Michal Basta (KA Žižka Brno)                 | Fischer/Fišer/Fičena (SK Baťa Zlín)                                                       | —                                         | —                                                                               |
| 1937  | –50,8 kg | Michal Basta (SK Baťov Otrokovice)           | Vrtal (BC Hodonín)                                                                        | —                                         | —                                                                               |
| 1938  | –50,8 kg | Václav Jeřábek (Kolín)                       | Michal Basta (SK Baťov Otrokovice)                                                        | —                                         | —                                                                               |
| 1939* | –50,8 kg | Drahan (Olympiad Brno)                       | —                                                                                         | —                                         | —                                                                               |
| 1940* | –50,8 kg | Václav Jeřábek (BC Praha)                    | Antonín Cink (SK Baťa Zlín)                                                               | [[]] ([[]])                               | [[]] ([[]])                                                                     |
| 1941* | –50,8 kg | Michal Basta (SK Baťov Otrokovice)           | Antonín Cink (SK Baťa Zlín)                                                               | [[]] ([[]])                               | [[]] ([[]])                                                                     |
| 1942* | –50,8 kg | Michal Basta (SK Baťov Otrokovice)           | Jaroslav Horák (SK Baťov Otrokovice)                                                      | [[]] ([[]])                               | [[]] ([[]])                                                                     |
| 1943* | –50,8 kg | Jan Šimek (BC Praha)                         | Podaný (Rakovník)                                                                         | [[]] ([[]])                               | [[]] ([[]])                                                                     |
| 1944* | –50,8 kg | Jaroslav Horák (SK Baťov Otrokovice)         | Rybář (BC Praha)                                                                          | [[]] ([[]])                               | [[]] ([[]])                                                                     |
| 1945  | –50,8 kg | Jozef Holovič (TŠS Trnava)                   | Krška (Slovakia Bratislava)                                                               | [[]] ([[]])                               | [[]] ([[]])                                                                     |
| 1946  | –50,8 kg | Miloš Stehlík (SK Mistřín)                   | Ján Zachara (Slovena Trenčín)                                                             | [[]] ([[]])                               | [[]] ([[]])                                                                     |
| 1947  | –50,8 kg | František Majdloch (ČSK Hranice)             | Kazimír Mužlay (SK Železničiari Slovakia Bratislava)                                      | [[]] ([[]])                               | [[]] ([[]])                                                                     |
| 1948  | –50,8 kg | František Majdloch (Sokol Hranice)           | Pavol Kútný (Trenčín)                                                                     | [[]] ([[]])                               | [[]] ([[]])                                                                     |
| 1949  | –50,8 kg | František Majdloch (Sokol Hranice)           | Zoff (Armádní tělovýchovný klub)                                                          | [[]] ([[]])                               | [[]] ([[]])                                                                     |
| 1950  | –50,8 kg | František Majdloch (Sokol Hranice)           | Husák (Zbrojovka Židenice)                                                                | [[]] ([[]])                               | [[]] ([[]])                                                                     |
| 1951  | –51 kg   | —                                            | Ľudovít Jánoš (Sokol Štátne lesy Piešťany) František Majdloch (Armádní tělovýchovný klub) | Varmuža (Svit Gottwaldov)                 | Husák (Armádní tělovýchovný klub)                                               |
| 1952  | –51 kg   | Arnošt Cerman (Jablonec/Liberec)             | Vojtech Takács (Sokol Škoda Komárno)                                                      | Vojáček (Ústí nad Labem)                  | Mikovic (Pezinok)                                                               |
| 1953  | –51 kg   | Arnošt Cerman (ÚD Rudé hvězdy)               | Krček (ÚD Rudé hvězdy)                                                                    | Vojáček (Litvínov)                        | Vojtech Takács (DŠO Spartak Komárno)                                            |
| 1954  | –51 kg   | Arnošt Cerman (ÚD Rudé hvězdy)               | Vojtech Takács (Okruhový dom armády Trenčín)                                              | Jindřich Svatoch (Ústřední dům armády)    | Jan Matych (DSO Slavoj Karlovy Vary)                                            |
| 1955  | –51 kg   | František Majdloch (ÚD Rudé hvězdy)          | Jindřich Svatoch (Ústřední dům armády)                                                    | Ivan Brix (DSO Lokomotiva Trnava)         | Šimko (Ústřední dům armády)                                                     |
| 1956  | –51 kg   | František Majdloch (DSO Slavoj Praha)        | Jindřich Svatoch (Ústřední dům armády)                                                    | Ivan Brix (DSO Lokomotiva Trnava)         | Jan Matych (DSO RH Karlovy Vary)                                                |
| 1957  | –51 kg   | Zdeněk Petřina (ASD Dukla Praha)             | Antonín Němeček (TJ Slavoj České Budějovice)                                              | Josef Cvek (Jiskra Frýdek)                | Knapík (TJ Iskra Svit)                                                          |
| 1958  | –51 kg   | Jaroslav Machů (TJ Jiskra Prostějov)         | Sulo (VTJ Dukla Kroměříž)                                                                 | [[]] ([[]])                               | [[]] ([[]])                                                                     |
| 1959  | –51 kg   | Jaroslav Šlajs (TJ Slavoj České Budějovice)  | Molnár (TJ Spartak Martin)                                                                | Jaroslav Machů (TJ Jiskra Prostějov)      | Hincu (T. Poruba)                                                               |
| 1960  | –51 kg   | Jaroslav Šlajs (TJ Slavoj České Budějovice)  | Molnár (ASD Dukla Kroměříž)                                                               | Jaroslav Machů (TJ Jiskra Prostějov)      | Němeček (TJ Lokomotiva Děčín)                                                   |
| 1961  | –51 kg   | Petr Chochola (TJ RH Karlovy Vary)           | Jaroslav Frejka (TJ Slavoj České Budějovice)                                              | Řehák (TJ Lokomotiva Trnava)              | Jaroslav Machů (TJ Jiskra OP Prostějov)                                         |
| 1962  | –51 kg   | Viliam Mešter (TJ RH Karlovy Vary)           | Bohumil Nešleha (TJ Slavoj České Budějovice)                                              | Blažej Benedikovič (TJ Slovan Bratislava) | Augustin (TJ Spartak Rýnovice)                                                  |
| 1963  | –51 kg   | Bohumil Nešleha (TJ Slavoj České Budějovice) | Rigó (VTJ Dukla Vyškov)                                                                   | Josef Cvek (TJ Baník Sokolov)             | Bohuslav Neděla (TJ Slezan Opava)                                               |
| 1964  | –51 kg   | Bohuslav Neděla (TJ Slezan Opava)            | Miroslav Starý (TJ RH Karlovy Vary)                                                       | Zikmund Száthmáry (TJ OP Prostějov)       | Josef Primus (ASD Dukla Kroměříž)                                               |
| 1965  | –51 kg   | Miroslav Starý (TJ RH Karlovy Vary)          | Bohumil Nešleha (TJ Slavoj České Budějovice)                                              | Bohuslav Neděla (TJ Slezan Opava)         | Jaroslav Freiberg (TJ Lokomotiva Děčín)                                         |
| 1966  | –51 kg   | Ján Sárközy (ASD Dukla Kroměříž)             | Josef Primus (TJ Slavoj České Budějovice)                                                 | [[]] ([[]])                               | [[]] ([[]])                                                                     |
| 1967  | –51 kg   | Ján Sárközy (ASD Dukla Olomouc)              | Sovík (TJ OP Prostějov)                                                                   | Viliam Ondrus (TJ Uhelné sklady Praha)    | Bohumil Nešleha (TJ Slavoj České Budějovice)                                    |
| 1968  | –51 kg   | Ladislav Majoroš (TJ RH Karlovy Vary)        | František Kováč (TJ Spartak Dubnica)                                                      | Viliam Ondrus (TJ Uhelné sklady Praha)    | Bohumil Nešleha (TJ Slavoj České Budějovice)                                    |
| 1969  | –51 kg   | Ján Sárközy (TJ Spartak Komárno)             | Jozef Kočkovský (ASD Dukla Olomouc)                                                       | František Bárky (TJ Slezan Opava)         | Viliam Ondrus (TJ Uhelné sklady Praha)                                          |
| 1970  | –51 kg   | Ladislav Majoroš (TJ RH Karlovy Vary)        | Jozef Kočkovský (ASD Dukla Olomouc)                                                       | Eugen Bárky (TJ Lokomotiva Košice)        | Jung (TJ Škoda České Budějovice)                                                |
| 1971  | –51 kg   | Ján Benko (TJ Rudá hvězda Ústí)              | Ivan Ondřej (TJ Slezan Opava)                                                             | Jozef Fenčák (TJ Lokomotiva Košice)       | Jiří Čanecký (VTJ Dukla Bratislava)                                             |
| 1972  | –51 kg   | Ján Benko (TJ Rudá hvězda Ústí)              | Emil Florek (TJ VŽKG Ostrava)                                                             | Miroslav Oslizlo (TJ VŽKG Ostrava)        | Václav Hocke (ASD Dukla Olomouc)                                                |
| 1973  | –51 kg   | Jozef Tatár (ASD Dukla Olomouc)              | Ján Benko (TJ Rudá hvězda Ústí)                                                           | Kačmár (ASD Dukla Olomouc)                | Miroslav Oslizlo (TJ Rudá hvězda Ústí)                                          |
| 1974  | –51 kg   | Miroslav Oslizlo (TJ Rudá hvězda Ústí)       | Jiří Šimák (TJ Uhelné sklady Praha)                                                       | Josef Jakub (ASD Dukla Olomouc)           | Kačmár (VTJ Dukla Bratislava)                                                   |
| 1975  | –51 kg   | Alexander Polák (TJ Rudá hvězda Ústí)        | František Stojka (TJ OSP Galanta)                                                         | Miroslav Oslizlo (TJ VŽKG Ostrava)        | Károly Szeder (ASD Dukla Olomouc)                                               |
| 1976  | –51 kg   | Jozef Máron (ASD Dukla Olomouc)              | Ján Matta (TJ Inter Bratislava)                                                           | Horák (TJ OP Prostějov)                   | Štefan Držík (TJ Spartak Dubnica)                                               |
| 1977  | –51 kg   | Jozef Máron (ASD Dukla Olomouc)              | Ján Matta (TJ OSP Galanta)                                                                | Károly Szeder (TJ Spartak Komárno)        | Zoltán Vig (ASVS Dukla Olomouc)                                                 |
| 1978  | –51 kg   | Václav Horňák (TJ Rudá hvězda Ústí)          | Ján Matta (TJ OSP Galanta)                                                                | Bohumil Rác (TJ Spartak Dubnica)          | Csaba Tóth (TJ Spartak Komárno)                                                 |
| 1979  | –51 kg   | Václav Horňák (TJ Rudá hvězda Ústí)          | Miloslav Palkech (TJ Spartak Dubnica)                                                     | Jan Lednický (TJ OP Prostějov)            | Karel Pokorný (TJ Spartak Dubnica)                                              |
| 1980  | –51 kg   | Pavol Madura (TJ Spartak Dubnica)            | Miloslav Palkech (TJ RH Karlovy Vary)                                                     | Stanislav Tišer (TJ Uhelné sklady Praha)  | Jozef Rusňák (TJ OSP Galanta)                                                   |
| 1981  | –51 kg   | Jozef Máron (ASVS Dukla Olomouc)             | Zoltán Tankó (TJ Rudá hvězda Ústí)                                                        | Dalibor Brindzák (ASVS Dukla Olomouc)     | Jozef Lázo (TJ Rudá hvězda Ústí)                                                |
| 1982  | –51 kg   | Dalibor Brindzák (ASVS Dukla Olomouc)        | Jozef Máron (ASVS Dukla Olomouc)                                                          | Zoltán Tankó (TJ Rudá hvězda Ústí)        | Mikuláš Lang (TJ Hydrostav Jaslovské Bohunice)                                  |
| 1983  | –51 kg   | Jozef Máron (ASVS Dukla Olomouc)             | Stanislav Tišer (TJ Uhelné sklady Praha)                                                  | Baláž (TJ OSP Galanta)                    | František Dudáš (TJ Lokomotiva Košice)??? Zoltán Tankó (TJ Rudá hvězda Ústí)??? |
| 1984  | –51 kg   | Dalibor Brindzák (TJ Spartak Komárno)        | Jozef Máron (ASVS Dukla Olomouc)                                                          | Jozef Pudmerický (TJ Rudá hvězda Ústí)    | Libor Varmuža (TJ Hydrostav Jaslovské Bohunice)                                 |
| 1985  | –51 kg   | Dalibor Brindzák (TJ Spartak Komárno)        | Jozef Máron (ASVS Dukla Olomouc)                                                          | Miroslav Toráč (ASVS Dukla Olomouc)       | Jozef Pudmerický (TJ Uhelné sklady Praha)                                       |
| 1986  | –51 kg   | Dalibor Brindzák (TJ Spartak Komárno)        | Miroslav Toráč (ASVS Dukla Olomouc)                                                       | Peter Štrauch (TJ Spartak Dubnica)        | Dušan Cibula (TJ Škoda České Budějovice)                                        |
| 1987  | –51 kg   | Dalibor Brindzák (TJ Spartak Komárno)        | Miroslav Toráč (TJ Vítkovice)                                                             | Róbert Farkaš (TJ Elektrosvit Nové Zámky) | Ján Dulík (TJ ZŤS Martin)                                                       |
| 1988  | –51 kg   | Gabriel Hencz (TJ Rudá hvězda Ústí)          | Rudolf Biháry (VTJ Martin)                                                                | Bleil (TJ Rudá hvězda Ústí)               | M. Janov (TJ Lokomotiva Vranov)                                                 |
| 1989  | –51 kg   | Jozef Mäsiar (TJ ZŤS Martin)                 | František Kovář (TJ RH Brno)                                                              | Rudolf Biháry (TJ OSP Galanta)            | Roman Smejkal (TJ Baník Most)                                                   |
| 1990  | –51 kg   | Rudolf Biháry (TJ OSP Galanta)               | Striženec (TJ Spartak Dubnica)                                                            | Kosztyn (Děčin)                           | [[]] ([[]])                                                                     |
| 1991  | –51 kg   | Stanislav Vagaský (TJ Lokomotiva Vranov)     | Martin Gajdoš (TJ Lokomotiva Vranov)                                                      | Zdeněk Fiala (SKP Kometa Brno)            | Žemberi (TJ ZŤS Martin)                                                         |
| 1992  | –51 kg   | Gabriel Hencz (SKP Sever Ústí)               | Rudolf Biháry (TJ OSP Galanta)                                                            | Kovář (SKP Kometa Brno)                   | Ďurina (TJ Spartak Dubnica)                                                     |

## Bantamová/kohútia váha
| Datum | Kat.     | Zlato                                                | Stříbro                                      | Bronz                                      | Bronz                                    |
| ----- | -------- | ---------------------------------------------------- | -------------------------------------------- | ------------------------------------------ | ---------------------------------------- |
| 1920  | –52 kg   | Jan Hořejší (AC Kladno)                              | Krejza (AC Kladno)                           | —                                          | —                                        |
| 1922  | –52 kg   | Randa (ČAK Vinohrady)                                | Hruška (ČAK Vinohrady)                       | Seibert (ČAK Vinohrady)                    | Seibert (ČAK Vinohrady)                  |
| 1924  | –53,5 kg | Václav Mach (ČAK Vinohrady)                          | Václav Chaloupka (SK Slavoj Praha VIII.)     | B. Heller (ČAK Vinohrady)                  | B. Heller (ČAK Vinohrady)                |
| 1926  | –53,5 kg | Hertl (AFK Stráž bezpečnosti)                        | Václav Černík (F. p. r.)                     | —                                          | —                                        |
| 1927  | –53,5 kg | Hertl (AFK Stráž bezpečnosti)                        | E. Hloušek (SK Baťa Zlín)                    | —                                          | —                                        |
| 1928  | –53,5 kg | Jan Vank (ČSK Vítkovice)                             | Menschik/Menšik (Türk Brno)                  | —                                          | —                                        |
| 1929  | –53,5 kg | Dvořák (VS Praha)                                    | Antonín Krob (BS Smíchov)                    | —                                          | —                                        |
| 1930  | –53,5 kg | Václav Jelínek (TK Star Praha)                       | Červenka (BC Kladno)                         | —                                          | —                                        |
| 1931  | –53,5 kg | Václav Jelínek (TK Star Praha)                       | Lhotský (Sparta Nový Jičín)                  | —                                          | —                                        |
| 1932  | –53,5 kg | Václav Procházka (BC Smíchov)                        | Punťa Schneider (BC Smíchov)                 | —                                          | —                                        |
| 1933  | –53,5 kg | Václav Procházka (TAK Pardubice)                     | Vojtěch Sasínek (BC Hodonín)                 | —                                          | —                                        |
| 1934  | –53,5 kg | Jelen (Heros Slaný)                                  | Vojtěch Sasínek (SK Český Lev Praha)         | —                                          | —                                        |
| 1935  | –53,5 kg | Navrátil (KA Žižka Brno)                             | Kocman (TK Star Praha)                       | Hamar (Kassai Košice)                      | Hamar (Kassai Košice)                    |
| 1936  | –53,5 kg | Vojtěch Sasínek (SK Baťov Otrokovice)                | František Doležal (RAC Bratislava)           | [[]] ([[]])                                | [[]] ([[]])                              |
| 1937  | –53,5 kg | František Doležal (RAC Bratislava)                   | Václav Jelínek (BC Praha)                    | [[]] ([[]])                                | [[]] ([[]])                              |
| 1938  | –53,5 kg | František Doležal (RAC Bratislava)                   | Barkola (Rob. AC Bratislava)                 | [[]] ([[]])                                | [[]] ([[]])                              |
| 1939* | –53,5 kg | Miroslav Malý (Roudnice)                             | Antonín Rybář (BC Praha)                     | [[]] ([[]])                                | [[]] ([[]])                              |
| 1940* | –53,5 kg | Stanislav Vrtal (Morava Hodonín)                     | Antonín Rybář (BC Praha)                     | [[]] ([[]])                                | [[]] ([[]])                              |
| 1941* | –53,5 kg | Horník (AFK Žižka Brno)                              | Grufík (SK Baťov Otrokovice)                 | [[]] ([[]])                                | [[]] ([[]])                              |
| 1942* | –53,5 kg | Švejkar (SK Praga Praha)                             | Bína (SK Baťov Otrokovice)                   | [[]] ([[]])                                | [[]] ([[]])                              |
| 1943* | –53,5 kg | Navrátil (SK Olomouc ASO)                            | Oldřich Koudela (ČAK Vinohrady)              | [[]] ([[]])                                | [[]] ([[]])                              |
| 1944* | –53,5 kg | Jan Šimek (BC Praha)                                 | Svoboda (SK Letná Zlín)                      | [[]] ([[]])                                | [[]] ([[]])                              |
| 1945  | –53,5 kg | Ján Štrba (ŠK Baťovany)                              | Miloš Stehlík (Moravia Dubňany)              | [[]] ([[]])                                | [[]] ([[]])                              |
| 1946  | –53,5 kg | Ján Štrba (ŠK Baťovany)                              | Jozef Holovič (TŠS Trnava)                   | [[]] ([[]])                                | [[]] ([[]])                              |
| 1947  | –53,5 kg | Jozef Holovič (TŠS Trnava)                           | Miloš Stehlík (SK Mistřín)                   | [[]] ([[]])                                | [[]] ([[]])                              |
| 1948  | –53,5 kg | Kazimír Mužlay (SK Železničiari Slovakia Bratislava) | Santner (Botostroj Zlín)                     | [[]] ([[]])                                | [[]] ([[]])                              |
| 1949  | –53,5 kg | Kazimír Mužlay (SK Železničiari Slovakia Bratislava) | Macho (Sokol OP prostějov)                   | [[]] ([[]])                                | [[]] ([[]])                              |
| 1950  | –53,5 kg | Kazimír Mužlay (NV Bratislava)                       | Koreň (Tatra Svit)                           | [[]] ([[]])                                | [[]] ([[]])                              |
| 1951  | –54 kg   | Kazimír Mužlay (NV Bratislava)                       | Kosmík (Lipník/Vodotechna Hranice)           | [[]] ([[]])                                | [[]] ([[]])                              |
| 1952  | –54 kg   | František Majdloch (Sokol Ingstav Hranice)           | Zdeněk Petřina (Sokol Sparta ČKD Sokolovo)   | Gajdoš (Bratislava)                        | Jozef/Pavol Buka (Nitra)                 |
| 1953  | –54 kg   | Zdeněk Petřina (DSO Spartak Praha Sokolovo)          | Blažek (DSO Spartak Brno Zbrojovka)          | Pospíšil (Moravská Třebová)                | Jozef/Pavol Buka (TJ Spartak Komárno)    |
| 1954  | –54 kg   | František Majdloch (Ústřední dům armády)             | Michal Gajdoš (Okruhový dom armády Trenčín)  | Řápek (Spartak Avia Čakovice)              | Rudolf Vařák (DSO Spartak Olomouc)       |
| 1955  | –54 kg   | Michal Gajdoš (DŠO Spartak Nové Mesto)               | Jiří Nykl (ÚD Rudé hvězdy)                   | Zdeněk Petřina (Ústřední dům armády)       | Rudolf Vařák (DSO Spartak Olomouc)       |
| 1956  | –54 kg   | Zdeněk Petřina (Ústřední dům armády)                 | Rudolf Vařák (DSO Tatran Hranice)            | Miloš Stehlík (DSO Jiskra Znojmo)          | Michal Gajdoš (DŠO Spartak Nové Mesto)   |
| 1957  | –54 kg   | František Majdloch (TJ Spartak Praha Sokolovo)       | Rudolf Vařák (ASD Dukla Praha)               | Hricík (TJ Iskra Svit)                     | Karol Menyház (Dukla Kroměříž)           |
| 1958  | –54 kg   | Michal Gajdoš (TJ Spartak Nové Mesto)                | Hricík (TJ Iskra Svit)                       | [[]] ([[]])                                | [[]] ([[]])                              |
| 1959  | –54 kg   | Zdeněk Petřina (TJ Slavoj Žižkov)                    | Houska (TJ Slavoj České Budějovice)          | Hricík (TJ Iskra Svit)                     | Řeha (T. Poruba)                         |
| 1960  | –54 kg   | Michal Gajdoš (TJ Považan Nové Mesto)                | Zdeněk Petřina (TJ Slavoj Žižkov)            | Rudolf Vařák (TJ Jiskra OP Prostějov)      | Karol Menyház (TJ Jiskra OP Prostějov)   |
| 1961  | –54 kg   | Jaroslav Šlajs (ASD Dukla Kroměříž)                  | Michal Gajdoš (TJ Považan Nové Mesto)        | Kudlačík (Banská Bystrica)                 | Karol Menyház (TJ Jiskra OP Prostějov)   |
| 1962  | –54 kg   | Josef Cvek (TJ Baník Sokolov)                        | Karol Menyház (TJ Jiskra OP Prostějov)       | Petr Chochola (TJ RH Karlovy Vary)         | Budějický (TJ Slavoj České Budějovice)   |
| 1963  | –54 kg   | Jaroslav Šlajs (TJ Baník Sokolov)                    | Ivan Brix (Sparta Dubnica)                   | Zdeněk Musil (TJ Slovan Jindřichův Hradec) | Políček (TJ RH Karlovy Vary)             |
| 1964  | –54 kg   | Jaroslav Šlajs (TJ Baník Sokolov)                    | Václav Vojík (TJ Slavoj České Budějovice)    | Karol Menyház (TJ Jiskra OP Prostějov)     | Blažej Benedikovič (ASD Dukla Kroměříž)  |
| 1965  | –54 kg   | Vasil Nikolov (TJ Slovan Bratislava)                 | Pavel Neurath (TJ Lokomotiva Děčín)          | Petrik (ASD Dukla Kroměříž)                | Viliam Mešter (TJ RH Karlovy Vary)       |
| 1966  | –54 kg   | Pavel Pavlík (ASD Dukla Kroměříž)                    | Jaroslav Frejka (TJ Slavoj České Budějovice) | [[]] ([[]])                                | [[]] ([[]])                              |
| 1967  | –54 kg   | Miroslav Morávek (TJ RH Karlovy Vary)                | Pavel Pavlík (ASD Dukla Olomouc)             | Josef Primus (TJ Slavoj České Budějovice)  | Vasil Nikolov (TJ Slovan Bratislava)     |
| 1968  | –54 kg   | Miroslav Morávek (TJ Spartak Dubnica)                | Ladislav Vereš (TJ Rudá hvězda Ústí)         | Josef Primus (TJ Škoda České Budějovice)   | Sovík (TJ OP Prostějov)                  |
| 1969  | –54 kg   | Ladislav Vereš (TJ Rudá hvězda Ústí)                 | Miroslav Morávek (TJ Spartak Dubnica)        | Josef Primus (TJ Škoda České Budějovice)   | Junas (Rakovník)                         |
| 1970  | –54 kg   | Ivan Baláž (ASD Dukla Olomouc)                       | Jaroslav Freiberg (TJ Lokomotiva Děčín)      | Josef Primus (TJ Škoda České Budějovice)   | Juraj Varga (TJ Lokomotiva Košice)       |
| 1971  | –54 kg   | Josef Primus (TJ Škoda České Budějovice)             | Nesnídal (TJ OP Prostějov)                   | Milan Polák (TJ ZVL Skalica)               | Alojz Kolínek (ASD Dukla Olomouc)        |
| 1972  | –54 kg   | Jozef Fenčák (VTJ Dukla Bratislava)                  | Ivan Ondřej (TJ Slezan Opava)                | Tomašík (TJ Rudá hvězda Ústí)              | Josef Primus (TJ Škoda České Budějovice) |
| 1973  | –54 kg   | Václav Hocke (ASD Dukla Olomouc)                     | Götl (TJ Inter Bratislava)                   | Jiří Šimák (TJ Praga Praha)                | Emil Florek (TJ Rudá hvězda Ústí)        |
| 1974  | –54 kg   | Václav Hocke (TJ Lokomotiva Děčín)                   | Pavol Onder (ASD Dukla Olomouc)              | Ján Matta (VTJ Dukla Bratislava)           | Emil Florek (TJ Rudá hvězda Ústí)        |
| 1975  | –54 kg   | Miloslav Piskač (TJ Lokomotiva Děčín)                | Jozef Tatár (ASVS Dukla Olomouc)             | Václav Hocke (TJ Lokomotiva Děčín)         | Kačmar (TJ Inter Bratislava)             |
| 1976  | –54 kg   | Jozef Tatár (ASVS Dukla Olomouc)                     | Vincent Očkai (TJ Spartak Dubnica)           | Emil Florek (TJ Rudá hvězda Ústí)          | Frühauf (TJ Strojár Malacky)             |
| 1977  | –54 kg   | Alojz Kolínek (TJ Spartak Dubnica)                   | Emil Florek (TJ Rudá hvězda Ústí)            | Bohumil Mroček (ASVS Dukla Olomouc)        | Túbl (TJ ZVL Skalica)                    |
| 1978  | –54 kg   | Miroslav Vrba (TJ Rudá hvězda Ústí)                  | Emil Florek (TJ Rudá hvězda Ústí)            | Jozef Ryšavý (TJ Spartak Komárno)          | Pavel Forman (TJ Uhelné sklady Praha)    |
| 1979  | –54 kg   | Miroslav Vrba (TJ Rudá hvězda Ústí)                  | Emil Florek (TJ Rudá hvězda Ústí)            | František Stojka (TJ OSP Galanta)          | Pavel Forman (TJ Rudá hvězda Ústí)       |
| 1980  | –54 kg   | Alojz Kolínek (TJ ZŤS Martin)                        | Petr Olbort (ASVS Dukla Olomouc)             | Dušan Čubaňák (TJ RH Karlovy Vary)         | Petr Kravčík (TJ Vítkovice)              |
| 1981  | –54 kg   | Pavol Madura (TJ Spartak Dubnica)                    | Miroslav Vrba (TJ Rudá hvězda Ústí)          | Bohumil Mroček (TJ Vítkovice)              | Zoltán Vig (TJ Lokomotiva Děčín)         |
| 1982  | –54 kg   | Pavol Madura (TJ Spartak Dubnica)                    | Stanislav Tišer (TJ Uhelné sklady Praha)     | Miloslav Palkech (TJ Spartak Dubnica)      | Miroslav Vrba (TJ Rudá hvězda Ústí)      |
| 1983  | –54 kg   | Jozef Ferenczi (TJ Spartak Komárno)                  | Pavol Madura (TJ Rudá hvězda Ústí)           | Miroslav Vrba (TJ Rudá hvězda Ústí)        | Ján Mikula (TJ OSP Galanta)              |
| 1984  | –54 kg   | Miroslav Vrba (TJ Rudá hvězda Ústí)                  | Jozef Ferenczi (ASVS Dukla Olomouc)          | Miroslav Pecha (ASVS Dukla Olomouc)        | Rudolf Chochula (TJ Rudá hvězda Ústí)    |
| 1985  | –54 kg   | Jozef Ferenczi (ASVS Dukla Olomouc)                  | Miroslav Vrba (TJ Rudá hvězda Ústí)          | Bohumil Mroček (TJ Vítkovice)              | Dušan Nikodém (TJ ZŤS Martin)            |
| 1986  | –54 kg   | Miroslav Vrba (TJ Rudá hvězda Ústí)                  | Vladimír Várhegyi (TJ Rudá hvězda Ústí)      | Stanislav Tišer (TJ Uhelné sklady Praha)   | Stanislav Tóth (ASVS Dukla Olomouc)      |
| 1987  | –54 kg   | Jozef Ferenczi (TJ Spartak Komárno)                  | Vladimír Várhegyi (TJ Rudá hvězda Ústí)      | Stanislav Jančo (Žilina)                   | Róbert Oláh (TJ ZŤS Martin)              |
| 1988  | –54 kg   | Vladimír Chrtianský (TJ Rudá hvězda Ústí)            | Stanislav Jančo (Žilina)                     | Róbert Oláh (ASVS Dukla Olomouc)           | Kolárik (TJ OSP Galanta)                 |
| 1989  | –54 kg   | Imrich Parlagi (TJ Lokomotiva Vranov)                | Gabriel Hencz (TJ Rudá hvězda Ústí)          | Vladimír Chrtianský (TJ Rudá hvězda Ústí)  | Štefan Horváth (TJ OSP Galanta)          |
| 1990  | –54 kg   | Imrich Parlagi (TJ Lokomotiva Vranov)                | Horváth (SKP Kometa Brno)                    | Gabriel Hencz (SKP Sever Ústí)             | Sabin (Bratislava)                       |
| 1991  | –54 kg   | Imrich Parlagi (TJ Lokomotiva Vranov)                | Konštantín Flachbart (SKP Sever Ústí)        | Vladimír Chrtianský (SKP Sever Ústí)       | Ján Baláž (TJ Spartak Dubnica)           |
| 1992  | –54 kg   | Konštantín Flachbart (SKP Sever Ústí)                | Stanislav Vagaský (TJ Lokomotiva Vranov)     | R. Baláž (ASO Dukla Olomouc)               | Petr Porhončák (SK Vítkovice)            |

## Pérová váha
| Datum | Kat.     | Zlato                                                | Stříbro                                   | Bronz                                                                         | Bronz                                      |
| ----- | -------- | ---------------------------------------------------- | ----------------------------------------- | ----------------------------------------------------------------------------- | ------------------------------------------ |
| 1920  | –57,2 kg | Vondráček (ČAK Vinohrady)                            | Bohumil Piskáček (SK Viktorie Žižkov)     | —                                                                             | —                                          |
| 1922  | –57,2 kg | Hořejší (Jahelkova škola Kladno)                     | Blažek (Hoyerova škola Praha)             | Hloušek (KA Žižka Praha)                                                      | Hloušek (KA Žižka Praha)                   |
| 1924  | –57,2 kg | František Šebela (ČARS Praha)?                       | Oldřich Mudra (ASC Dejvice)?              | František Stöckl (ČARS Brno)                                                  | František Stöckl (ČARS Brno)               |
| 1926  | –57,2 kg | Hloušek (BC Smíchov)                                 | Šafhauser (Plzeň)                         | —                                                                             | —                                          |
| 1927  | –57,2 kg | A. Hloušek (SK Baťa Zlín)                            | Třmínek (Hoyerova škola Praha)            | —                                                                             | —                                          |
| 1928  | –57,2 kg | Třmínek (Hoyerova škola Praha)                       | Cekota (SK Baťa Zlín)                     | —                                                                             | —                                          |
| 1929  | –57,2 kg | Třmínek (Hoyerova škola Praha)                       | Hejtmánek (Ursus Nusle)                   | —                                                                             | —                                          |
| 1930  | –57,2 kg | Dvořák (VS Praha)                                    | Antonín Krob (BC Smíchov)                 | —                                                                             | —                                          |
| 1931  | –57,2 kg | Dvořák (BK Vršovice)                                 | Kotura/Tetura (Heros Brno)                | —                                                                             | —                                          |
| 1932  | –57,2 kg | Rudolf Chundela (BC Smíchov)                         | Dvořák (BK Vršovice)                      | —                                                                             | —                                          |
| 1933  | –57,2 kg | Dvořák (TK Star Praha)                               | Václav Ulrych (KA Žižka Praha)            | —                                                                             | —                                          |
| 1934  | –57,2 kg | Václav Ulrych (KA Žižka Praha)                       | Václav Procházka (SK Český Lev Praha)     | —                                                                             | —                                          |
| 1935  | –57,2 kg | Novák (Olympia Brno)                                 | Lazar (KA Žižka Brno)                     | Janeček (BC Brno)                                                             | Janeček (BC Brno)                          |
| 1936  | –57,2 kg | Jelen (Heros Slaný)                                  | Wlodarczyk/Vlodarčík (BC Praha)           | [[]] ([[]])                                                                   | [[]] ([[]])                                |
| 1937  | –57,2 kg | Doskočil (TK Star Brno)                              | Svozil (SK Mistřín)                       | [[]] ([[]])                                                                   | [[]] ([[]])                                |
| 1938  | –57,2 kg | Pavol Blesák (AC Jánošík Trnava)                     | Doskočil (SK Baťa Zlín)                   | [[]] ([[]])                                                                   | [[]] ([[]])                                |
| 1939* | –57,2 kg | Jelen (BC Jahelka Kladno)                            | Kubát (BC Praha)                          | [[]] ([[]])                                                                   | [[]] ([[]])                                |
| 1940* | –57,2 kg | Štefan Slezák (SK Baťa Zlín)                         | Jiří Pilař (SK Český Lev Praha)           | [[]] ([[]])                                                                   | [[]] ([[]])                                |
| 1941* | –57,2 kg | Vrtal (Moravia Hodonín)                              | Valkovič (BC Mistřín)                     | [[]] ([[]])                                                                   | [[]] ([[]])                                |
| 1942* | –57,2 kg | Karel Horák (BC Kladno)                              | Král (SK Baťa Zlín)                       | [[]] ([[]])                                                                   | [[]] ([[]])                                |
| 1943* | –57,2 kg | Slezák (SK Baťa Zlín)                                | Karel Horák (BC Kladno)                   | [[]] ([[]])                                                                   | [[]] ([[]])                                |
| 1944* | –57,2 kg | Oldřich Koudela (ČAK Vinohrady)                      | Dietr (SK Letná Zlín)                     | [[]] ([[]])                                                                   | [[]] ([[]])                                |
| 1945  | –57,2 kg | Navrátil (SK Olomouc ASO)                            | Štefan Matejčík (SLovakia Bratislava)     | [[]] ([[]])                                                                   | [[]] ([[]])                                |
| 1946  | –57,2 kg | Macela (SK Baťa Zlín)                                | Šafránek (Stráž Praha)                    | [[]] ([[]])                                                                   | [[]] ([[]])                                |
| 1947  | –57,2 kg | László Hudák (SK Železničiari Slovakia Bratislava)   | Roman? Jeřábek (SK Baťa Zlín)             | [[]] ([[]])                                                                   | [[]] ([[]])                                |
| 1948  | –57,2 kg | Rudolf Kellner (SK Železničiari Slovakia Bratislava) | Štefan Matejčík (ZAC Bratislava)          | [[]] ([[]])                                                                   | [[]] ([[]])                                |
| 1949  | –57,2 kg | Štefan Matejčík (NV Bratislava)                      | Jozef Holovič (Sokol NV Trnava)           | [[]] ([[]])                                                                   | [[]] ([[]])                                |
| 1950  | –57,2 kg | Miloš Stehlík (Svit Gottwaldov I)                    | Taubenk (Sparta)                          | [[]] ([[]])                                                                   | [[]] ([[]])                                |
| 1951  | –57 kg   | Miloš Stehlík (Svit Gottwaldov I)                    | Štefan Matejčík (NV Bratislava)           | R. Černý (Sokol HDB Sokolov)                                                  | [[]] ([[]])                                |
| 1952  | –57 kg   | Miloš Stehlík (Svit Gottwaldov I)                    | Viliam Glasa (Sokol Partizánske)          | Josef Cvek (Liberec)                                                          | Kazimír Mužlay (Armádní tělovýchovný klub) |
| 1953  | –57 kg   | Ján Zachara (ÚD Rudé hvězdy)                         | Kadlec (DSO Jiskra Svitavy)               | Kazimír Mužlay (Ústřední dům armády)                                          | Viliam Glasa (DŠO Iskra Partizánske)       |
| 1954  | –57 kg   | Kazimír Mužlay (Ústřední dům armády)                 | Viliam Glasa (Ústřední dům armády)        | František Matovič (DSO Lokomotiva Trnava)                                     | Ján Dubovský (Dom armády Trenčín)          |
| 1955  | –57 kg   | Michal Ťahla (DSO Slavoj Polná)                      | Kazimír Mužlay (Ústřední dům armády)      | Horváth (Dom armády Trenčín)                                                  | Ján Tomeček (Dom armády Trenčín)           |
| 1956  | –57 kg   | Ján Zachara (ÚD Rudé hvězdy)                         | Vojtech Takács (DSO Slavoj Praha)         | Michal Ťahla (DSO Slavoj Polná)                                               | Miloš Stehlík (DSO Jiskra Otrokovice)      |
| 1957  | –57 kg   | Mikuláš Kóša (VTJ Dukla Kroměříž)                    | Michal Ťahla (TJ Jiskra Litvínov)         | Vojtech Takács (TJ Iskra Bratislava)                                          | Lupáč (TJ RH Karlovy Vary)                 |
| 1958  | –57 kg   | Vojtech Takács (TJ Iskra Bratislava)                 | Vogt (Spartak Žďár)                       | [[]] ([[]])                                                                   | [[]] ([[]])                                |
| 1959  | –57 kg   | Mikuláš Kóša (TJ Iskra Partizanske)                  | Ján Tomeček (ASD Dukla Kroměříž)          | Podzimek (Louny)                                                              | Ladislav Práth (TJ Dimitrov Bratislava)    |
| 1960  | –57 kg   | Mikuláš Kóša (TJ Iskra Partizanske)                  | Bednařík (ASD Dukla Kroměříž)             | Lasko (VTJ Dukla Mikulov)                                                     | Vojtech Takács (TJ Dimitrov Bratislava)    |
| 1961  | –57 kg   | Zdeněk Matula (TJ RH Karlovy Vary)                   | Alois Laczko (TJ VŽKG Ostrava)            | Bajtar (TJ Baník Most)                                                        | [[]] ([[]])                                |
| 1962  | –57 kg   | Zdeněk Měřička (TJ RH Karlovy Vary)                  | Rudolf Vařák (TJ Jiskra OP Prostějov)     | Alois Laczko (TJ Slezan Opava)                                                | Valachovič (TJ Spartak Dubnica)            |
| 1963  | –57 kg   | Stanislav Cibulka (TJ Slezan Opava)                  | Zdeněk Matula (TJ Jiskra OP Prostějov)    | Milan Džavík (TJ Lokomotiva Děčín)                                            | Burda (TJ RH Karlovy Vary)                 |
| 1964  | –57 kg   | Stanislav Cibulka (TJ Slezan Opava)                  | Zdeněk Musil (TJ RH Karlovy Vary)         | Pavel Neurath (TJ LIAZ Jablonec)                                              | Lacký (TJ Lokomotiva Košice)               |
| 1965  | –57 kg   | Václav Vojík (TJ Slavoj České Budějovice)            | Alexander Kovács (ASD Dukla Kroměříž)     | Alois Laczko (TJ Spartak Dubnica)                                             | Stanislav Cibulka (TJ Slezan Opava)        |
| 1966  | –57 kg   | Alexander Kovács (ASD Dukla Kroměříž)                | Miroslav Morávek (TJ RH Karlovy Vary)     | [[]] ([[]])                                                                   | [[]] ([[]])                                |
| 1967  | –57 kg   | Alexander Kovács (ASD Dukla Olomouc)                 | Václav Vojík (TJ Slavoj České Budějovice) | Jozef Špánik (TJ VŽKG Ostrava)                                                | Vasilis Keremidis (TJ VŽKG Ostrava)        |
| 1968  | –57 kg   | Ľudovít Ivan (TJ Spartak Dubnica)                    | —                                         | Václav Vojík (TJ Škoda České Budějovice) Alexander Kovács (ASD Dukla Olomouc) | Vasilis Keremidis (TJ VŽKG Ostrava)        |
| 1969  | –57 kg   | Alexander Kovács (TJ Spartak Komárno)                | Jan Juchelka (TJ Slezan Opava)            | Kympl (TJ Rudá hvězda Ústí)                                                   | Jozef Špánik (TJ VŽKG Ostrava)             |
| 1970  | –57 kg   | Miroslav Morávek (TJ Spartak Dubnica)                | Miloš Hájek (TJ Uhelné sklady Praha)      | Cerulík (TJ Kovoplast Nitra)                                                  | Sládek (TJ Lokomotiva Děčín)               |
| 1971  | –57 kg   | Karel Kašpar (TJ RH Pardubice)                       | Ladislav Vereš (TJ Lokomotiva Košice)     | Jan Starzyk (ASD Dukla Olomouc)                                               | Učník (TJ Kovoplast Nitra)                 |
| 1972  | –57 kg   | Ladislav Vereš (TJ Lokomotiva Košice)                | Učník (TJ Kovoplast Nitra)                | Vasilis Keremidis (TJ VŽKG Ostrava)                                           | Chren (TJ OP Prostějov)                    |
| 1973  | –57 kg   | Ivan Ondřej (ASD Dukla Olomouc)                      | Ladislav Vereš (TJ Lokomotiva Košice)     | Ladislav Kroupa (TJ OP Prostějov)                                             | Ladislav Kepič (TJ Uhelné sklady Praha)    |
| 1974  | –57 kg   | Jan Juchelka (TJ Rudá hvězda Ústí)                   | Ladislav Kepič (TJ Rudá hvězda Ústí)      | Hajdók (TJ Spartak Komárno)                                                   | O. Čapek (ASVS Dukla Olomouc)              |
| 1975  | –57 kg   | Radimír Podlucký (TJ VŽKG Ostrava)                   | Valkovič (TJ OP Prostějov)                | Pavol Onder (ASVS Dukla Olomouc)                                              | Vašat (ASVS Dukla Olomouc)                 |
| 1976  | –57 kg   | Tibor Stojka (TJ Rudá hvězda Ústí)                   | Milan Polák (TJ ZVL Skalica)              | Pavol Onder (TJ Spartak Dubnica)                                              | Radimír Podlucký (ASVS Dukla Olomouc)      |
| 1977  | –57 kg   | Tibor Stojka (TJ OSP Galanta)                        | Milan Polák (TJ ZVL Skalica)              | Václav Zazvonil (TJ Baník Sokolov)                                            | Ondrej Kožiak (TJ Uhelné sklady Praha)     |
| 1978  | –57 kg   | Tibor Stojka (TJ OSP Galanta)                        | Miroslav Šándor (ASVS Dukla Olomouc)      | Milan Polák (TJ Spartak Komárno)                                              | Václav Zazvonil (TJ Baník Sokolov)         |
| 1979  | –57 kg   | Miroslav Šándor (ASVS Dukla Olomouc)                 | Vincent Očkai (TJ Spartak Dubnica)        | Tibor Adámek (TJ Rudá hvězda Ústí)                                            | Václav Zazvonil (TJ Baník Sokolov)         |
| 1980  | –57 kg   | Miroslav Šándor (ASVS Dukla Olomouc)                 | Bohumil Mroček (TJ Vítkovice)             | Pavel Forman (TJ Rudá hvězda Ústí)                                            | Václav Zazvonil (TJ Baník Sokolov)         |
| 1981  | –57 kg   | Miroslav Šándor (ASVS Dukla Olomouc)                 | Pavel Forman (TJ Rudá hvězda Ústí)        | Valkovič (TJ ZŤS Martin)                                                      | František Majchút (TJ ZŤS Martin)          |
| 1982  | –57 kg   | Tibor Šopor (TJ Spartak Dubnica)                     | František Majchút (TJ ZŤS Martin)         | Bedřich Šíma (TJ Škoda České Budějovice)                                      | Štefan Držík (TJ Spartak Dubnica)          |
| 1983  | –57 kg   | Miroslav Šándor (ASVS Dukla Olomouc)                 | Štefan Držík (TJ Spartak Dubnica)         | Sándor Knyirs (TJ Spartak Komárno)                                            | Jiří Vrba (TJ Vítkovice)                   |
| 1984  | –57 kg   | Miroslav Šándor (ASVS Dukla Olomouc)                 | Štefan Držík (TJ Spartak Dubnica)         | Pavol Madura (TJ Rudá hvězda Ústí)                                            | Pavel Forman (TJ Rudá hvězda Ústí)         |
| 1985  | –57 kg   | Štefan Držík (TJ Spartak Dubnica)                    | Josef Trtík (TJ Vítkovice)                | Jaroslav Makatura (TJ Spartak Dubnica)                                        | Zdeněk Výskala (ASVS Dukla Olomouc)        |
| 1986  | –57 kg   | Pavol Madura (TJ Rudá hvězda Ústí)                   | Štefan Držík (TJ Spartak Dubnica)         | Ján Šugár (TJ Lokomotiva Děčín)                                               | Jiří Vrba (TJ Vítkovice)                   |
| 1987  | –57 kg   | Ján Šugár (TJ Lokomotiva Děčín)                      | Miroslav Pecha (TJ Uhelné sklady Praha)   | Jaroslav Makatura (TJ Lokomotiva Vranov)                                      | Dušan Nikodém (TJ ZŤS Martin)              |
| 1988  | –57 kg   | Ján Šugár (TJ Lokomotiva Děčín)                      | Dušan Nikodém (TJ ZŤS Martin)             | Štefan Chrtianský (ASVS Dukla Olomouc)                                        | Rastislav Lakatoš (TJ Spartak Dubnica)     |
| 1989  | –57 kg   | Jozef Ferenczi (TJ Spartak Komárno)                  | Rastislav Lakatoš (TJ Spartak Dubnica)    | Martin Polanin (TJ Praga Praha)                                               | Ján Šugár (Doprava Děčín)                  |
| 1990  | –57 kg   | Jozef Ferenczi (TJ Spartak Komárno)                  | Marcel Brzokoupil (SKP Sever Ústí)        | Štefan Holub (TJ Spartak Komárno)                                             | Pavol Madura (SKP Sever Ústí)              |
| 1991  | –57 kg   | Jozef Ferenczi (TJ Spartak Komárno)                  | Marcel Brzokoupil (SKP Sever Ústí)        | Ondriáš (Olomouc)                                                             | Ivan Baláž (TJ Spartak Dubnica)            |
| 1992  | –57 kg   | Štefan Holub (TJ Spartak Komárno)                    | Vladimír Chrtianský (SKP Sever Ústí)      | Cseh (Komárno)                                                                | Ivan Baláž (TJ Spartak Dubnica)            |

## Lehká váha
| Datum | Kat.     | Zlato                                     | Stříbro                                    | Bronz                                      | Bronz                                        |
| ----- | -------- | ----------------------------------------- | ------------------------------------------ | ------------------------------------------ | -------------------------------------------- |
| 1919  | –60 kg   | Šulc (Hojerova škola)                     | Šmolka (ČAK Vinohrady)                     | Menšík (ČAK Vinohrady)                     | Menšík (ČAK Vinohrady)                       |
| 1920  | –61,5 kg | František Tesař (AC Kladno)               | Polák (ČPK)                                | —                                          | —                                            |
| 1922  | –61,5 kg | Luboš Jeřábek (ČAK Vinohrady)             | T. Novák (Hoyerova škola Praha)            | Josef Vlček (SK Kladno)                    | Josef Vlček (SK Kladno)                      |
| 1924  | –61,5 kg | Antonín Ondrák (ČAK Vinohrady)            | František Korous (SK Slavoj Praha VIII.)   | František Servus (ČAK Hellas Brno)         | František Servus (ČAK Hellas Brno)           |
| 1926  | –61,5 kg | Július Puskailer (SK Baťa Zlín)           | Harlas (AFK Stráž bezpečnosti)             | —                                          | —                                            |
| 1927  | –61,5 kg | Oldřich Mudra (Stráž)                     | Jiří Pešek (BK Vršovice)                   | —                                          | —                                            |
| 1928  | –61,5 kg | František Stöckl (Heros)                  | Jiří Pešek (VS Praha)                      | —                                          | —                                            |
| 1929  | –61,5 kg | František Stöckl (Heros Brno)             | Bucký (TK Star Praha)                      | —                                          | —                                            |
| 1930  | –61,5 kg | Jirák (VS Praha)                          | Florián Skalický (BC Hoyer)                | —                                          | —                                            |
| 1931  | –61,5 kg | Hrdlička (TK Star Praha)                  | Rudolf Chundela (BC Smíchov)               | —                                          | —                                            |
| 1932  | –61,5 kg | Egon Klumper (Sparta Nový Jičín)          | Heřman (SK Český Lev Praha)                | —                                          | —                                            |
| 1933  | –61,5 kg | Štěpánek (SK Český Lev Praha)             | Adamec (KA Žižka Praha)                    | —                                          | —                                            |
| 1934  | –61,5 kg | Antonín Král (TK Star Praha)              | Rudolf Chundela (BC Smíchov)               | —                                          | —                                            |
| 1935  | –61,5 kg | Antonín Král (TK Star Praha)              | Parák (SK Baťa Zlín)                       | Kosina (KA Žižka Brno)                     | Kosina (KA Žižka Brno)                       |
| 1936  | –61,5 kg | Rudolf Chundela (BC Smíchov)              | Florián Skalický (BC Praha)                | [[]] ([[]])                                | [[]] ([[]])                                  |
| 1937  | –61,5 kg | Alois Winkler (SK Baťa Zlín)              | Antonín Král (TK Star Praha)               | [[]] ([[]])                                | [[]] ([[]])                                  |
| 1938  | –61,5 kg | Kosina (KA Žižka Brno)                    | Chytrý (Roudnice)                          | [[]] ([[]])                                | [[]] ([[]])                                  |
| 1939* | –61,5 kg | Florián Skalický (BC Praha)               | Adamec (BC Praha)                          | [[]] ([[]])                                | [[]] ([[]])                                  |
| 1940* | –61,5 kg | Arnošt Sochor (SK Baťa Zlín)              | Jiří Hájek (SK Baťa Zlín)                  | [[]] ([[]])                                | [[]] ([[]])                                  |
| 1941* | –61,5 kg | Jiří Hájek (SK Baťa Zlín)                 | Miloš Králíček (Arsenal Olympia Brno)      | [[]] ([[]])                                | [[]] ([[]])                                  |
| 1942* | –61,5 kg | Miloš Králíček (SK Rolný Prostějov)       | Kubát (BC Pardubice)                       | [[]] ([[]])                                | [[]] ([[]])                                  |
| 1943* | –61,5 kg | Jiří Hájek (SK Baťa Zlín)                 | Preschner (SK Baťa Zlín)                   | [[]] ([[]])                                | [[]] ([[]])                                  |
| 1944* | –61,5 kg | Miškovský (Volman Čel)                    | Nedvěd (SK Olomouc ASO)                    | [[]] ([[]])                                | [[]] ([[]])                                  |
| 1945  | –61,5 kg | Miloš Králíček (SK Rolný Prostějov)       | Pavol Blesák (ŠK Baťovany)                 | [[]] ([[]])                                | [[]] ([[]])                                  |
| 1946  | –61,5 kg | Kostuřík (Fatra Napajedla)                | Ondrej Griga (TŠS Trnava)                  | [[]] ([[]])                                | [[]] ([[]])                                  |
| 1947  | –61,5 kg | Miloš Králíček (SK OP Prostějov)          | Fišer (SK Roudnice)                        | [[]] ([[]])                                | [[]] ([[]])                                  |
| 1948  | –61,5 kg | Oldřich Koudela (BC Braník)               | Miloš Králíček (SK OP Prostějov)           | [[]] ([[]])                                | [[]] ([[]])                                  |
| 1949  | –61,5 kg | Alois Petřina (SNB)                       | Gustav Doktor (Sokol NV Trnava)            | [[]] ([[]])                                | [[]] ([[]])                                  |
| 1950  | –61,5 kg | Miloš Králíček (Sokol OP Prostějov)       | Alois Petřina (Sparta)                     | Petráč (OD Teplice)                        | Augustin (Hutě Chomutov)                     |
| 1951  | –60 kg   | Ján Zachara (Armádní tělovýchovný klub)   | Valentin Kubica (Sokol Vodotechna Hranice) | [[]] ([[]])                                | [[]] ([[]])                                  |
| 1952  | –60 kg   | Roman Jeřábek (Sokol Sparta ČKD Sokolovo) | Valentin Kubica (Sokol Ingstav Hranice)    | Buřil (Jihlava)                            | Vybíral (Gottwaldov)                         |
| 1953  | –60 kg   | Karel Gold (Ústřední dům armády)          | Roman Jeřábek (DSO Spartak Praha Sokolovo) | Jaroslav Rogovský (DŠO Spartak Nové Mesto) | Jozef Tőre (Filakovo)                        |
| 1954  | –60 kg   | Ján Zachara (ÚD Rudé hvězdy)              | Jaroslav Rogovský (DSO Spartak Trnava)     | Josef Chovanec (DSO Spartak Gottwaldov)    | Karel Gold (Ústřední dům armády)             |
| 1955  | –60 kg   | Karel Gold (Ústřední dům armády)          | Moravčík (DA Prešov)                       | Kadlec (ÚD Rudé hvězdy)                    | Josef Chovanec (ÚD Rudé hvězdy)              |
| 1956  | –60 kg   | Josef Chovanec (ÚD Rudé hvězdy)           | Viliam Glasa (DŠO Iskra Bratislava)        | Halala (DSO RH Karlovy Vary)               | Otto Kraus (DSO Jiskra Znojmo)               |
| 1957  | –60 kg   | Viliam Glasa (TJ Iskra Bratislava)        | Karel Gold (ASD Dukla Praha)               | Hrbata (TJ RH Karlovy Vary)                | L. Stehlík (Dukla Kroměříž)                  |
| 1958  | –60 kg   | Jozef Tőre (TJ Spartak Praha Sokolovo)    | Ladislav Práth (VTJ Dukla Mikulov)         | [[]] ([[]])                                | [[]] ([[]])                                  |
| 1959  | –60 kg   | Jozef Tőre (TJ Slavoj Žižkov)             | Karel Surý (ASD Dukla Kroměříž)            | Pokorný (ASD Dukla Kroměříž)               | Rudolf Gondáš (TJ Spartak Martin)            |
| 1960  | –60 kg   | Jozef Šimek (ASD Dukla Kroměříž)          | Karel Surý (TJ Jiskra OP Prostějov)        | Vladár (TJ Iskra Partizánske)              | Jan Zoufal (TJ RH Karlovy Vary)              |
| 1961  | –60 kg   | Vladimír Kučera st. (TJ Lokomotiva Děčín) | Valachovič (TJ Spartak Vsetín)             | Karel Surý (TJ Jiskra OP Prostějov)        | Herbst (TJ Spartak Rýnovice)                 |
| 1962  | –60 kg   | Jozef Tőre (TJ Slavoj Žižkov)             | Jan Zoufal (TJ RH Karlovy Vary)            | Pokorný (Spartak Žďár)                     | Müller (TJ Spartak AZKG Praha)               |
| 1963  | –60 kg   | Jozef Tőre (TJ Slavoj Žižkov)             | Berthold Hájek (ASD Dukla Kroměříž)        | Strouhal (TJ RH Pardubice)                 | Štefan Brázdil (TJ Spartak Dubnica)          |
| 1964  | –60 kg   | Berthold Hájek (TJ Spartak ZJŠ Brno)      | Karel Surý (TJ Jiskra OP Prostějov)        | Burda (TJ RH Karlovy Vary)                 | Josef Kronďák (TJ Spartak AZKG Praha)        |
| 1965  | –60 kg   | Jan Zoufal (TJ RH Karlovy Vary)           | Janoušek (TJ Slovan Bratislava)            | Rudolf Čumpelík (TJ Sparta ČKD Praha)      | Jozef Špánik (TJ VŽKG Ostrava)               |
| 1966  | –60 kg   | Vladimír Mládek (TJ Spartak Dubnica)      | Jozef Špánik (ASD Dukla Kroměříž)          | [[]] ([[]])                                | [[]] ([[]])                                  |
| 1967  | –60 kg   | Vladimír Mládek (TJ Spartak Dubnica)      | Tibor Hricišan (TJ RH Karlovy Vary)        | Stanislav Cibulka (TJ Slezan Opava)        | Rudolf Čumpelík (TJ Uhelné sklady Praha)     |
| 1968  | –60 kg   | Stanislav Cibulka (TJ Slezan Opava)       | Aleš Hájek st. (TJ Uhelné sklady Praha)    | Puškáč (TJ Lokomotiva Košice)              | Plaček (ASD Dukla Olomouc)                   |
| 1969  | –60 kg   | Tibor Hricišan (TJ Lokomotiva Košice)     | Arnošt Russ (TJ Rudá hvězda Ústí)          | Vladimír Mládek (TJ Spartak Dubnica)       | Stanislav Cibulka (TJ Slezan Opava)          |
| 1970  | –60 kg   | Ľudovít Ivan (TJ Spartak Dubnica)         | Petr Hlavna (TJ VŽKG Ostrava)              | Arnošt Russ (TJ Rudá hvězda Ústí)          | Patočka (TJ RH Pardubice)                    |
| 1971  | –60 kg   | Alexander Kovács (TJ Spartak Komárno)     | Antonín Studený (ASD Dukla Olomouc)        | František Kováč (TJ ZVL Skalica)           | Arnošt Russ (TJ Rudá hvězda Ústí)            |
| 1972  | –60 kg   | Karel Kašpar (TJ Rudá hvězda Ústí)        | František Kováč (TJ ZVL Skalica)           | Josífek (TJ Rudá hvězda Ústí)              | František Němeček (ASD Dukla Olomouc)        |
| 1973  | –60 kg   | Alexander Kovács (TJ Spartak Komárno)     | Karel Kašpar (TJ Rudá hvězda Ústí)         | Peter Jakab (TJ Lokomotiva Košice)         | Milan Čapek (TJ VŽKG Ostrava)                |
| 1974  | –60 kg   | Milan Čapek (ASD Dukla Olomouc)           | Jan Kolovrat (TJ Rudá hvězda Ústí)         | Ladislav Kroupa (TJ OP Prostějov)          | Karel Kašpar (TJ Rudá hvězda Ústí)           |
| 1975  | –60 kg   | Karel Kašpar (TJ Rudá hvězda Ústí)        | Ladislav Kepič (TJ Rudá hvězda Ústí)       | Peter Kučera (TJ Rudá hvězda Ústí)         | Ondrejka (TJ Lokomotiva Košice)              |
| 1976  | –60 kg   | Karel Kašpar (TJ Rudá hvězda Ústí)        | Jiří Šimák (TJ Uhelné sklady Praha)        | Ladislav Konečný (ASVS Dukla Olomouc)      | Miroslav Jantula (ASVS Dukla Olomouc)        |
| 1977  | –60 kg   | Ladislav Konečný (ASVS Dukla Olomouc)     | Jiří Šimák (TJ Uhelné sklady Praha)        | Karel Kašpar (TJ Rudá hvězda Ústí)         | Valkošák (TJ Lokomotiva Košice)              |
| 1978  | –60 kg   | Béla Matkovics (TJ Spartak Komárno)       | Ladislav Konečný (ASVS Dukla Olomouc)      | Vincent Očkai (ASVS Dukla Olomouc)         | Tibor Šopor (ASVS Dukla Olomouc)             |
| 1979  | –60 kg   | Ladislav Konečný (ASVS Dukla Olomouc)     | Jiří Šimák (TJ Uhelné sklady Praha)        | Karel Kašpar (TJ Rudá hvězda Ústí)         | Tibor Šopor (ASVS Dukla Olomouc)             |
| 1980  | –60 kg   | Tibor Šopor (TJ Spartak Dubnica)          | Rudolf Stojka (ASVS Dukla Olomouc)         | Barnabáš Kováč (TJ RH Karlovy Vary)        | Jiří Šimák (TJ Uhelné sklady Praha)          |
| 1981  | –60 kg   | Tibor Puha (ASVS Dukla Olomouc)           | Jiří Jirásek (TJ Baník Most)               | Vincent Očkai (TJ Sparta Dubnica)          | Martin Starý (TJ Rudá hvězda Ústí)           |
| 1982  | –60 kg   | Tibor Puha (ASVS Dukla Olomouc)           | Peter Gajdoš (TJ Rudá hvězda Ústí)         | Ladislav Poláček (TJ Lokomotiva Děčín)     | Milan Slabej (TJ ZŤS Martin)                 |
| 1983  | –60 kg   | Tibor Puha (ASVS Dukla Olomouc)           | Miroslav Boko (TJ Spartak Dubnica)         | Bedřich Šíma (TJ Škoda České Budějovice)   | Petr Suchánek (TJ Vítkovice)                 |
| 1984  | –60 kg   | Tibor Puha (ASVS Dukla Olomouc)           | Tibor Šopor (TJ Spartak Dubnica)           | František Majchút (TJ ZŤS Martin)          | Miroslav Boko (TJ Rudá hvězda Ústí)          |
| 1985  | –60 kg   | Tibor Šopor (TJ Spartak Dubnica)          | Tibor Puha (TJ Rudá hvězda Ústí)           | Miroslav Šándor (ASVS Dukla Olomouc)       | Dušan Hájek (TJ Rudá hvězda Ústí)            |
| 1986  | –60 kg   | Tibor Puha (TJ Rudá hvězda Ústí)          | František Majchút (TJ ZŤS Martin)          | Miroslav Šándor (ASVS Dukla Olomouc)       | Miroslav Matunák (TJ Elektrosvit Nové Zámky) |
| 1987  | –60 kg   | František Majchút (TJ ZŤS Martin)         | Tibor Torák (TJ Spartak Dubnica)           | Jozef Doktorík (TJ Rudá hvězda Ústí)       | Josef Trtík (TJ Uhelné sklady Praha)         |
| 1988  | –60 kg   | Tibor Rafael (TJ Rudá hvězda Ústí)        | František Majchút (TJ ZŤS Martin)          | Róbert Kráľ (ASVS Dukla Olomouc)           | Tibor Torák (TJ Spartak Dubnica)             |
| 1989  | –60 kg   | Tibor Torák (TJ Spartak Dubnica)          | Martin Koros (TJ Rudá hvězda Brno)         | Ivan Baláž (PS Žilina)                     | Peter Čečko (TJ Lokomotiva Vranov)           |
| 1990  | –60 kg   | Tibor Rafael (SKP Sever Ústí)             | Stanislav Jančo (TJ Spartak Dubnica)       | Peter Havrlent (TJ Lokomotiva Vranov)      | Steinbauer (České Budejovice)                |
| 1991  | –60 kg   | Peter Čečko (TJ Lokomotiva Vranov)        | Jiří Hubáček (Olomouc)                     | Attila Kányai (TJ Spartak Komárno)         | Juraj Prostinák (TJ Spartak Dubnica)         |
| 1992  | –60 kg   | Jozef Ferenczi (Olomouc)                  | Leoš Matula (SKP Kometa Brno)              | Bors (Komárno)                             | Zubko (Kočice)                               |

## Lehká velterová váha
| Datum | Kat.     | Zlato                                     | Stříbro                                      | Bronz                                      | Bronz                                              |
| ----- | -------- | ----------------------------------------- | -------------------------------------------- | ------------------------------------------ | -------------------------------------------------- |
| 1951  | –63,5 kg | Josef Vítovec (Sokol Plzeň I)             | Alois Bělocký (Vodotechna Hranice/Teplice)   | František Černý (Sokol HDB Sokolov)        | Agha (Sokol Elektrosvit Nové Zámky)                |
| 1952  | –63,5 kg | Jozef Bobrík (Sokol Nové Mesto)           | Užák (Žilina)                                | Alois Bělocký (ÚD Rudé hvězdy)             | Hacura (Brno)                                      |
| 1953  | –63,5 kg | František Vítovec (Ústřední dům armády)   | Alois Bělocký (ÚD Rudé hvězdy)               | Valachovič (Hlučín)                        | Walter Ivanuš (DSO Spartak Rýnovice)               |
| 1954  | –63,5 kg | Jozef Holovič (DSO Lokomotiva Bratislava) | Bakoš (DSO Iskra Svit)                       | Alois Bělocký (ÚD Rudé hvězdy)             | Walter Ivanuš (ÚD Rudé hvězdy)                     |
| 1955  | –63,5 kg | Walter Ivanuš (ÚD Rudé hvězdy)            | Jozef Tőre (Ústřední dům armády)             | Jaroslav Rogovský (Dom armády Trenčín)     | Hladík (DSO Lokomotiva Trnava)                     |
| 1956  | –63,5 kg | Walter Ivanuš (ÚD Rudé hvězdy)            | Jaroslav Rogovský (Dom armády Trenčín)       | Emil Mikloda (DSO Spartak Dubnica)         | L. Stehlík (Dom armády Trenčín)                    |
| 1957  | –63,5 kg | Walter Ivanuš (TJ Spartak Rýnovice)       | Jozef Tőre (ASD Dukla Praha)                 | Moravčík (TJ Iskra Svit)                   | Hajtmánek (TJ Iskra Bratislava)                    |
| 1958  | –63,5 kg | Zdeněk Šiška (TJ Jiskra Prostějov)        | L. Stehlík (TJ Spartak Nové Mesto)           | [[]] ([[]])                                | [[]] ([[]])                                        |
| 1959  | –63,5 kg | Jozef Vavrinec (TJ Iskra Partizanske)     | I. Šiška (TJ Jiskra Prostějov)               | Valachovič (Brno)                          | Bohumil Němeček st. (TJ Slavoj České Budějovice)   |
| 1960  | –63,5 kg | Bohumil Němeček st. (TJ Lokomotiva Děčín) | Alexander Hrčka (TJ Dimitrov Bratislava)     | Michal Jarábek (TJ Považan Nové Mesto)     | Schmidt (TJ Jiskra OP Prostějov)                   |
| 1961  | –63,5 kg | Ladislav Heczei (ASD Dukla Kroměříž)      | Kubík (ASD Dukla Kroměříž)                   | Milan Tököly (Iskra Svit)                  | Bohumil Němeček st. (TJ Lokomotiva Děčín)          |
| 1962  | –63,5 kg | Ladislav Heczei (ASD Dukla Kroměříž)      | Vladimír Kučera st. (TJ RH Karlovy Vary)     | Ladislav Čumpelík (TJ Slavoj Žižkov)       | Vladimír Mládek (TJ Spartak Dubnica)               |
| 1963  | –63,5 kg | Ladislav Heczei (ASD Dukla Kroměříž)      | Vladimír Mládek (TJ RH Karlovy Vary)         | Vladimír Kučera st. (TJ RH Karlovy Vary)   | Václav Švejda (ASD Dukla Kroměříž)                 |
| 1964  | –63,5 kg | Vladimír Kučera st. (TJ Lokomotiva Děčín) | Štefan Brázdil (ASD Dukla Kroměříž)          | Vladimír Mládek (TJ RH Karlovy Vary)       | Miroslav Krecl (TJ Rudá hvězda Olomouc)            |
| 1965  | –63,5 kg | Štefan Brázdil (ASD Dukla Kroměříž)       | Miloš Furda (TJ RH Karlovy Vary)             | František Spišiak (TJ Slezan Opava)        | Bohuslav Janota (TJ OP Prostějov)                  |
| 1966  | –63,5 kg | Vladimír Kučera st. (TJ RH Karlovy Vary)  | Štefan Brázdil (TJ Spartak Dubnica)          | [[]] ([[]])                                | [[]] ([[]])                                        |
| 1967  | –63,5 kg | Vladimír Kučera st. (TJ Rudá hvězda Ústí) | Miloš Furda (TJ RH Karlovy Vary)             | Oldřich Procházka (TJ Rudá hvězda Olomouc) | Jurkovič (TJ Slezan Opava)                         |
| 1968  | –63,5 kg | Vladimír Kučera st. (TJ Rudá hvězda Ústí) | Štefan Brázdil (TJ Spartak Dubnica)          | Miloš Furda (TJ RH Karlovy Vary)           | Kalla (TJ Baník Sokolov)                           |
| 1969  | –63,5 kg | Štefan Brázdil (TJ Spartak Dubnica)       | Vladimír Axamit (TJ VŽKG Ostrava)            | Aleš Hájek st. (TJ Uhelné sklady Praha)    | Josef Lysoněk (TJ Slezan Opava)                    |
| 1970  | –63,5 kg | Josef Lysoněk (ASD Dukla Olomouc)         | Pavel Znameňáček (TJ Rudá hvězda Ústí)       | Vladimír Mládek (TJ Spartak Dubnica)       | Štefan Brázdil (TJ Spartak Dubnica)                |
| 1971  | –63,5 kg | Ľudovít Ivan (TJ Spartak Dubnica)         | Jiří Miller (ASD Dukla Olomouc)              | Vladimír Mládek (TJ Spartak Dubnica)       | Pavel Znameňáček (TJ Rudá hvězda Ústí)             |
| 1972  | –63,5 kg | Arnošt Russ (TJ Rudá hvězda Ústí)         | Jiří Miller (TJ Slezan Opava)                | Puškáš (TJ Lokomotiva Košice)              | Trejbal (TJ VTŽ Chomutov)                          |
| 1973  | –63,5 kg | Arnošt Russ (TJ Rudá hvězda Ústí)         | Josef Lysoněk (ASD Dukla Olomouc)            | Tibor Hricišan (TJ Lokomotiva Košice)      | Štefan Lombár (ASD Dukla Olomouc)                  |
| 1974  | –63,5 kg | Josef Lysoněk (ASD Dukla Olomouc)         | Arnošt Russ (TJ Rudá hvězda Ústí)            | Michaľanský (TJ Lokomotiva Košice)         | Kopáček (TJ Uhelné sklady Praha)                   |
| 1975  | –63,5 kg | Ivan Ondřej (TJ VŽKG Ostrava)             | Pavel Čapek (TJ VŽKG Ostrava)                | Rostislav Osička (TJ ZVL Skalica)          | Stanislav Bačík (TJ Elitex Nitra)                  |
| 1976  | –63,5 kg | Jaroslav Boťanský (TJ OSP Galanta)        | Alexander Kovács (TJ OSP Galanta)            | Stanislav Bačík (ASVS Dukla Olomouc)       | Ivan Ondřej (TJ VŽKG Ostrava)                      |
| 1977  | –63,5 kg | Miroslav Jantula (ASVS Dukla Olomouc)     | Plecitý (TJ RH Karlovy Vary)                 | Ladislav Kroupa (TJ OP Prostějov)          | Stanislav Džudža (TJ Rudá hvězda Ústí)             |
| 1978  | –63,5 kg | Ondrej Boťanský (TJ Spartak Komárno)      | Miroslav Jantula (TJ Spartak Dubnica)        | Milan Hvizdoš (TJ Lokomotiva Košice)       | Ondrej Kožiak (TJ Uhelné sklady Praha)             |
| 1979  | –63,5 kg | Stanislav Bačík (TJ Spartak Dubnica)      | Pavel Dargaj (TJ Rudá hvězda Ústí)           | Július Jucha (TJ OSP Galanta)              | Vincent Dančišák (ASVS Dukla Olomouc)              |
| 1980  | –63,5 kg | Bohumil Němeček ml. (TJ Rudá hvězda Ústí) | Ivan Ondřej (TJ Vítkovice)                   | Ludvík Gomboš (TJ Baník Most)              | Stanislav Bačík (TJ Spartak Dubnica)               |
| 1981  | –63,5 kg | Ludvík Gomboš (TJ Baník Most)             | Bohumil Němeček ml. (TJ Rudá hvězda Ústí)    | Július Jucha (TJ OSP Galanta)              | Jozef Gonda (TJ Elitex Nitra)                      |
| 1982  | –63,5 kg | Milan Bečák (TJ ZŤS Martin)               | Bohumil Němeček ml. (TJ Rudá hvězda Ústí)    | Ludvík Gomboš (TJ Baník Most)              | Július Jucha (TJ OSP Galanta)                      |
| 1983  | –63,5 kg | Jaroslav Polák (TJ Rudá hvězda Ústí)      | Štefan Cirok (TJ Elitex Nitra)               | Alexander Szabó (ASVS Dukla Olomouc)       | Vincent Dančišák (TJ Hydrostav Jaslovské Bohunice) |
| 1984  | –63,5 kg | Milan Strnád (TJ Spartak Dubnica)         | Ludvík Gomboš (TJ Baník Most)                | Ivan Vasovčák (TJ Spartak Dubnica)         | Ladislav Poláček (TJ Lokomotiva Děčín)             |
| 1985  | –63,5 kg | Július Jucha (TJ OSP Galanta)             | Ladislav Poláček (TJ Lokomotiva Děčín)       | Peter Mančík (TJ Elektrosvit Nové Zámky)   | Ludvík Gomboš (TJ Baník Most)                      |
| 1986  | –63,5 kg | Štefan Cirok (TJ Rudá hvězda Ústí)        | Július Jucha (TJ OSP Galanta)                | Alexander Király (ASVS Dukla Olomouc)      | Milan Strnád (TJ Spartak Dubnica)                  |
| 1987  | –63,5 kg | Gejza Štipák (TJ ZŤS Martin)              | Vladimír Kučera ml. (TJ Uhelné sklady Praha) | Ladislav Poláček (TJ Lokomotiva Děčín)     | Valerij Denisjuk (TJ Spartak Dubnica)              |
| 1988  | –63,5 kg | Róbert Koller (ASVS Dukla Olomouc)        | Gejza Štipák (TJ ZŤS Martin)                 | Jozef Doktorík (TJ Rudá hvězda Ústí)       | Antonín Chytil (ASVS Dukla Olomouc)                |
| 1989  | –63,5 kg | Róbert Koller (TJ ČH Bratislava)          | František Majchút (TJ ZŤS Martin)            | Pavol Koncový (TJ Spartak Dubnica)         | Antonín Chytil (TJ Rudá hvězda Brno)               |
| 1990  | –63,5 kg | Martin Koros (SKP Kometa Brno)            | Pavel Dostál (TJ Uhelné Sklady Praha)        | Gejza Štipák (TJ Atóm Jaslovské Bohunice)  | Král (SKP Kometa Brno)                             |
| 1991  | –63,5 kg | Marek Šimák (TJ Praga Praha)              | Peter Havrlent (TJ Lokomotiva Vranov)        | Meszáros (Olomouc)                         | Hřiba (SKP Sever Ústí)                             |
| 1992  | –63,5 kg | Pavel Dostál (TJ US Praga)                | Kányai (SKP Sever Ústí nad Labem)            | Meszáros (SKP Kometa Brno)                 | Z. Fráter (Košice)                                 |

## Velterová váha
speciální trofej "Pohár Franty Nekolného" pro vítěze veltra (Večer 25.04.1940 str. 6)
| Datum | Kat.     | Zlato                                       | Stříbro                                     | Bronz                                        | Bronz                                        |
| ----- | -------- | ------------------------------------------- | ------------------------------------------- | -------------------------------------------- | -------------------------------------------- |
| 1920  | –66,7 kg | František Dykast (AC Kladno)                | Vinický (AFK Stráž bezpečnosti)             | —                                            | —                                            |
| 1922  | –66,7 kg | Bohumil Piskáček (ČAK Vinohrady)            | Kamil Svojsík (ČAK Vinohrady)               | Karel Dohnal (ČAK Vinohrady)                 | Karel Dohnal (ČAK Vinohrady)                 |
| 1924  | –66,7 kg | Bohumil Piskáček (ČAK Vinohrady)            | Ljubo Janatka (ČARS Praha)                  | Josef Nedbal (ASC Dejvice)                   | Josef Nedbal (ASC Dejvice)                   |
| 1926  | –66,7 kg | Tvrdek (VS Praha)                           | Jan Novák (AFK Stráž bezpečnosti)           | —                                            | —                                            |
| 1927  | –66,7 kg | Jan Novák (AFK Stráž bezpečnosti)           | Július Puskailer (SK Baťa Zlín)             | —                                            | —                                            |
| 1928  | –66,7 kg | František Nekolný (BC Smíchov)              | Tomáš Poetsch (Hoyerova škola Praha)        | —                                            | —                                            |
| 1929  | –66,7 kg | František Nekolný (BC Smíchov)              | Karel Michalek (TK Star Praha)              | —                                            | —                                            |
| 1930  | –66,7 kg | Jan Novák (BC Hoyer Praha)                  | František Stöckl (Heros Brno)               | —                                            | —                                            |
| 1931  | –66,7 kg | Vilém Jakš (SK Český Lev Praha)             | František Stöckl (Heros Brno)               | —                                            | —                                            |
| 1932  | –66,7 kg | František Stöckl (BC Heros Brno)            | Vilém Jakš (SK Český Lev Praha)             | —                                            | —                                            |
| 1933  | –66,7 kg | Zeman (ČAK Vinohrady)                       | K. Ježek (TK Star Praha)                    | —                                            | —                                            |
| 1934  | –66,7 kg | František Stöckl (BC Olympia Brno)          | Hrdlička (TK Star Praha)                    | —                                            | —                                            |
| 1935  | –66,7 kg | Josef Hrubeš (TK Star Praha)                | Los (SK Baťa Zlín)                          | Jozef Blesák (AC Jánošík Trnava)             | Jozef Blesák (AC Jánošík Trnava)             |
| 1936  | –66,7 kg | Antonín Král (TK Star Praha)                | Rajdl (BC Praha)                            | [[]] ([[]])                                  | [[]] ([[]])                                  |
| 1937  | –66,7 kg | Josef Skudřík (ČSS Olomouc)                 | Šmíd (RAC Bratislava)                       | [[]] ([[]])                                  | [[]] ([[]])                                  |
| 1938  | –66,7 kg | Antonín Král (SK Baťa Zlín)                 | Gyula Kőszeghy (RAC Bratislava)             | [[]] ([[]])                                  | [[]] ([[]])                                  |
| 1939* | –66,7 kg | Ladislav Peták (BC Jahelka Kladno)          | Antonín Král (TK Star Praha)                | [[]] ([[]])                                  | [[]] ([[]])                                  |
| 1940* | –66,7 kg | Ladislav Peták (BC Jahelka Kladno)          | Karel Jarošek (SK Český Lev Praha)          | [[]] ([[]])                                  | [[]] ([[]])                                  |
| 1941* | –66,7 kg | Arnošt Sochor (Arsenal Olympia Brno)        | Ladislav Peták (BC Jahelka Kladno)          | [[]] ([[]])                                  | [[]] ([[]])                                  |
| 1942* | –66,7 kg | Florián Skalický (BC Praha)                 | Josef Skudřík (SK Olomouc ASO)              | [[]] ([[]])                                  | [[]] ([[]])                                  |
| 1943* | –66,7 kg | Josef Skudřík (SK Olomouc ASO)              | Liška (Heros Slaný)                         | [[]] ([[]])                                  | [[]] ([[]])                                  |
| 1944* | –66,7 kg | Josef Skudřík (SK Olomouc ASO)              | FLeischhans (BC Praha)                      | [[]] ([[]])                                  | [[]] ([[]])                                  |
| 1945  | –66,7 kg | Oldřich Koudela (ČAK Vinohrady)             | Senka/o (Malacky)                           | [[]] ([[]])                                  | [[]] ([[]])                                  |
| 1946  | –66,7 kg | Karol Blesák (TŠS Trnava)                   | Sipoš (SK Železničiari Slovakia Bratislava) | [[]] ([[]])                                  | [[]] ([[]])                                  |
| 1947  | –66,7 kg | Oldřich Koudela (ČAK Vinohrady)             | Vojtěch Kročák (SK Baťa Zlín)               | [[]] ([[]])                                  | [[]] ([[]])                                  |
| 1948  | –66,7 kg | Július Torma (ŠK Baťovany)                  | Vojtěch Kročák (SK Botostroj Zlín)          | [[]] ([[]])                                  | [[]] ([[]])                                  |
| 1949  | –66,7 kg | Vojtěch Kročák (Armádní tělovýchovný klub)  | Karol Blesák (Sokol Partizánske)            | [[]] ([[]])                                  | [[]] ([[]])                                  |
| 1950  | –66,7 kg | Oldřich Koudela (Armádní tělovýchovný klub) | Katriňák (Šumperk/Sokol Hranice)            | [[]] ([[]])                                  | [[]] ([[]])                                  |
| 1951  | –67 kg   | Oldřich Koudela (Sokol Sparta ČKD Sokolovo) | Vojtěch Kročák (Svit Gottwaldov)            | František Capl (Armádní tělovýchovný klub)   | Lorenc (Sparta)                              |
| 1952  | –67 kg   | Vojtěch Kročák (Svit Gottwaldov)            | Oldřich Koudela (Sokol Sparta ČKD Sokolovo) | František Capl (Armádní tělovýchovný klub)   | Lorenc (Praha)                               |
| 1953  | –67 kg   | František Capl (Ústřední dům armády)        | Josef Kasal (Ústřední dům armády)           | Oldřich Koudela (DSO Spartak Praha Sokolovo) | Vojtěch Kročák (ÚD Rudé hvězdy)              |
| 1954  | –67 kg   | Josef Kasal (Ústřední dům armády)           | Erich Rock (DSO Slavoj Znojmo)              | Jozef Šury (DŠO Spartak Nové Mesto)          | Vojtěch Kročák (ÚD Rudé hvězdy)              |
| 1955  | –67 kg   | Karol Blesák (TJ Lokomotiva Trnava)         | František Vítovec (Ústřední dům armády)     | Hampl (Ústřední dům armády)                  | Juhász (DSO Slavoj Michalovce)               |
| 1956  | –67 kg   | Josef Kasal (DSO Tatran Kraslice)           | František Vítovec (Ústřední dům armády)     | Kadlčík (DSO Spartak Praha AZKG)             | Vojtech Reisenauer (DŠO Iskra Bratislava)    |
| 1957  | –67 kg   | František Vítovec (ASD Dukla Praha)         | Otakar Vraspír (Spartak Vsetín)             | Dostál (ASD Dukla Praha)                     | Erich Rock (TJ Iskra Bratislava)             |
| 1958  | –67 kg   | Josef Chovanec (TJ Rudá hvězda Brno)        | Jozef Vavrinec (TJ Iskra Partizanske)       | [[]] ([[]])                                  | [[]] ([[]])                                  |
| 1959  | –67 kg   | Štefan Nemček (TJ Dimitrov Bratislava)      | Jindřich Sejk (TJ RH Karlovy Vary)          | Vojtech Stantien (ASD Dukla Kroměříž)        | Stredák (TJ Iskra Partizánske)               |
| 1960  | –67 kg   | Erich Rock (TJ Jiskra Znojmo)               | Bohumil Žižka (TJ Baník Most)               | Feifer (TJ Jiskra OP Prostějov)              | Alexander Bögi (ASD Dukla Kroměříž)          |
| 1961  | –67 kg   | Štefan Nemček (ASD Dukla Kroměříž)          | K. Chochola (TJ Baník Třinec)               | Bohumil Žižka (TJ Baník Most)                | Podezmský (TJ RH Karlovy vary)               |
| 1962  | –67 kg   | Štefan Nemček (ASD Dukla Kroměříž)          | K. Chochola (TJ RH Karlovy Vary)            | Karel Malý (ASD Dukla Kroměříž)              | Hamlp (TJ Slavoj Žižkov)                     |
| 1963  | –67 kg   | Bohumil Němeček st. (TJ Rudá hvězda Ústí)   | Bohumil Žižka (TJ Lokomotiva Děčín)         | Karel Malý (ASD Dukla Kroměříž)              | Vladár (TJ Rudá hvězda Olomouc)              |
| 1964  | –67 kg   | Bohumil Němeček st. (TJ Rudá hvězda Ústí)   | Kováč (TJ RH Pardubice)                     | Bohumil Žižka (TJ Lokomotiva Děčín)          | Galvánek (VTJ Dukla Martin)                  |
| 1965  | –67 kg   | Bohumil Němeček st. (TJ Rudá hvězda Ústí)   | Vladimír Kučera st. (TJ Lokomotiva Děčín)   | Václav Švejda (TJ Slezan Opava)              | Ladislav Heczei (TJ Slovan Bratislava)       |
| 1966  | –67 kg   | Ladislav Heczei (ASD Dukla Kroměříž)        | Bohumil Němeček st. (TJ Rudá hvězda Ústí)   | [[]] ([[]])                                  | [[]] ([[]])                                  |
| 1967  | –67 kg   | Ladislav Heczei (ASD Dukla Olomouc)         | Zdeněk Tykva (TJ Slezan Opava)              | Bielik (TJ RH Karlovy Vary)                  | Jaroslav Černý (TJ RH Karlovy Vary)          |
| 1968  | –67 kg   | Bohumil Němeček st. (TJ Rudá hvězda Ústí)   | Lach (TJ OP Prostějov)                      | Bukovský (ASD Dukla Olomouc)                 | Ladislav Heczei (ASD Dukla Olomouc)          |
| 1969  | –67 kg   | František Spišiak (TJ Lokomotiva Nitra)     | Vladimír Kučera st. (TJ Lokomotiva Děčín)   | Zdeněk Tykva (TJ Uhelné sklady Praha)        | Jaroslav Černý (TJ RH Karlovy Vary)          |
| 1970  | –67 kg   | Vladimír Kučera st. (TJ Lokomotiva Děčín)   | František Spišiak (TJ Kovoplast Nitra)      | Břetislav Tvarůžek (ASD Dukla Olomouc)       | Petr Hýbl (TJ Škoda České Budějovice)        |
| 1971  | –67 kg   | Jaroslav Černý (TJ RH Karlovy Vary)         | Petr Hýbl (TJ Škoda České Budějovice)       | František Spišiak (TJ Kovoplast Nitra)       | Čuri (TJ Lokomotiva Košice)                  |
| 1972  | –67 kg   | Oldřich Opálka (ASD Dukla Olomouc)          | Tibor Kovács (TJ Spartak Komárno)           | Košárka (TJ Slezan Opava)                    | Muchanič (TJ Inter Bratislava)               |
| 1973  | –67 kg   | Miroslav Kolanda (TJ Rudá hvězda Ústí)      | Tibor Kovács (TJ Spartak Komárno)           | Čuri (TJ Lokomotiva Košice)                  | Dušan Hreha (TJ Lokomotiva Košice)           |
| 1974  | –67 kg   | Jaroslav Jirák (TJ Rudá hvězda Ústí)        | Miroslav Valtýř (TJ Rudá hvězda Ústí)       | Bernard Zlámal (ASD Dukla Olomouc)           | Tibor Kovács (TJ Spartak Komárno)            |
| 1975  | –67 kg   | Peter Jakab (ASVS Dukla Olomouc)            | Bohumil Pospíšil (TJ OP Prostějov)          | Tibor Kovács (TJ Spartak Komárno)            | Miroslav Valtýř (TJ Rudá hvězda Ústí)        |
| 1976  | –67 kg   | Rostislav Osička (ASVS Dukla Olomouc)       | Peter Jakab (ASVS Dukla Olomouc)            | Milan Aprias (TJ RH Karlovy Vary)            | Tibor Kovács (TJ Spartak Komárno)            |
| 1977  | –67 kg   | Stanislav Bačík (ASVS Dukla Olomouc)        | Miroslav Valtýř (TJ Rudá hvězda Ústí)       | Rostislav Osička (ASVS Dukla Olomouc)        | Peter Jakab (ASVS Dukla Olomouc)             |
| 1978  | –67 kg   | Miroslav Pavlov (TJ Spartak Dubnica)        | Rostislav Osička (ASVS Dukla Olomouc)       | Ladislav Čiliak (TJ Rudá hvězda Ústí)        | Peter Jakab (ASVS Dukla Olomouc)             |
| 1979  | –67 kg   | Miroslav Pavlov (TJ Spartak Dubnica)        | Rostislav Osička (ASVS Dukla Olomouc)       | Milan Gajdoš (TJ Uhelné sklady Praha)        | Peter Jakab (ASVS Dukla Olomouc)             |
| 1980  | –67 kg   | Miroslav Pavlov (TJ Spartak Dubnica)        | Peter Jakab (TJ ZŤS Martin)                 | Alexander Valko (ASVS Dukla Olomouc)         | Pavel Dargaj (TJ Rudá hvězda Ústí)           |
| 1981  | –67 kg   | Jaroslav Polák (TJ Rudá hvězda Ústí)        | Marian Klučka (TJ Elitex Nitra)             | Pavel Dargaj (TJ Rudá hvězda Ústí)           | Stanislav Bačík (TJ Spartak Dubnica)         |
| 1982  | –67 kg   | Peter Jakab (TJ ZŤS Martin)                 | Pavel Dargaj (TJ Rudá hvězda Ústí)          | Róbert Kráľ (TJ Spartak Dubnica)             | Martin Leško (TJ Spartak Komárno)            |
| 1983  | –67 kg   | František Padevět (TJ Uhelné sklady Praha)  | Václav Růžička (ASVS Dukla Olomouc)         | Róbert Kráľ (TJ Spartak Dubnica)             | Bohumil Němeček ml. (TJ Rudá hvězda Ústí)    |
| 1984  | –67 kg   | Bohumil Němeček ml. (TJ Rudá hvězda Ústí)   | Róbert Kráľ (TJ Spartak Dubnica)            | Václav Růžička (TJ Uhelné sklady Praha)      | Josef Vorlíček (TJ Baník Most)               |
| 1985  | –67 kg   | Róbert Kráľ (TJ Spartak Dubnica)            | Jaroslav Polák (TJ Rudá hvězda Ústí)        | Ján Mažgut (TJ ZŤS Martin)                   | Alexander Király (ASVS Dukla Olomouc)        |
| 1986  | –67 kg   | Oldřich Vohnout (TJ Uhelné sklady Praha)    | Róbert Kráľ (TJ Spartak Dubnica)            | Miroslav Štrbák (ASVS Dukla Olomouc)         | Jozef Prešinský (TJ Rudá hvězda Ústí)        |
| 1987  | –67 kg   | Miroslav Štrbák (TJ ZŤS Martin)             | Peter Stiffel (ASVS Dukla Olomouc)          | Ján Mažgut (TJ ZŤS Martin)                   | Vladimír Huba (TJ ZŤS Martin)                |
| 1988  | –67 kg   | Alexander Szabó (ASVS Dukla Olomouc)        | Oldřich Vohnout (TJ Uhelné sklady Praha)    | Jozef Prešinský (TJ Rudá hvězda Ústí)        | Josef Vorlíček (TJ Baník Most)               |
| 1989  | –67 kg   | Peter Štiffel (TJ Spartak Dubnica)          | Alexander Szabó (TJ Spartak Komárno)        | Anton Lašček (TJ ZŤS Martin)                 | Ľubomír Brňo (TJ Lokomotiva Vranov)          |
| 1990  | –67 kg   | Peter Rusňák (SKP Sever Ústí)               | Peter Štiffel (TJ Spartak Dubnica)          | Ľubomír Lamoš (TJ Lokomotiva Vranov)         | Mikuláš Bandy (Vítkovice)                    |
| 1991  | –67 kg   | Pavel Dostál (SKP Sever Ústí)               | Miroslav Szabó (TJ Lokomotiva Vranov)       | Ľubomír Brňo (TJ Lokomotiva Vranov)          | Pavol Polakovič (TJ Atóm Jaslovské Bohunice) |
| 1992  | –67 kg   | J. Chytil (SKP Kometa Brno)                 | Mikuláš Bandy (ASO Dukla Olomouc)           | E. Fráter (Košice)                           | Kiss (ASO Dukla Olomouc)                     |

## Lehká střední váha
| Datum | Kat.   | Zlato                                      | Stříbro                                 | Bronz                                                             | Bronz                                  |
| ----- | ------ | ------------------------------------------ | --------------------------------------- | ----------------------------------------------------------------- | -------------------------------------- |
| 1951  | –71 kg | Július Torma (Sokol Škoda Komárno)         | František Gál (KP Michalovce)           | Čáp (Pezinok)                                                     | Tegler (ATK)                           |
| 1952  | –71 kg | Július Torma (Sokol Škoda Komárno)         | Němec (České Budějovice)                | Peťka (Žilina)                                                    | Tomsa (Armádní tělovýchovný klub)      |
| 1953  | –71 kg | Július Torma (Ústřední dům armády)         | Milan Janšta (ÚD Rudé hvězdy)           | Kopecký (DSO Hradec Králové)                                      | Říha (ÚD Rudé hvězdy)                  |
| 1954  | –71 kg | Milan Janšta (ÚD Rudé hvězdy)              | Jozef Beleš (PDA Olomouc)               | Říha (ÚD Rudé hvězdy)                                             | Jindřich Trippé (Ústřední dům armády)  |
| 1955  | –71 kg | Rudolf Straka (ÚD Rudé hvězdy)             | Erich Rock (Ústřední dům armády)        | Málek (ÚD Rudé hvězdy)                                            | Jozef Beleš (DŠO Spartak Nové Mesto)   |
| 1956  | –71 kg | Rudolf Kuchta (DSO Spartak Brno Zbrojovka) | Štěpán Foltýn (DSO Jiskra Otrokovice)   | Jozef Šatan (TJ Iskra Partizánske)                                | Čaňa (Dům armády Tábor)                |
| 1957  | –71 kg | Jozef Beleš (TJ Iskra Partizánske)         | Jozef Šury (VTJ Dukla Kroměříž)         | K. Němec (TJ Slavoj České Budějovice)                             | Jozef Vetor (Dukla Kroměříž)           |
| 1958  | –71 kg | Jozef Beleš (TJ Iskra Partizánske)         | Otakar Vraspír (TJ Spartak Vsetín)      | [[]] ([[]])                                                       | [[]] ([[]])                            |
| 1959  | –71 kg | Jozef Beleš (TJ Iskra Partizánske)         | Jozef Vetor (ASD Dukla Kroměříž)        | Kunc (TJ Slavoj Praha)                                            | Július Gažík (TJ Iskra Svit)           |
| 1960  | –71 kg | Jozef Beleš (TJ Iskra Partizánske)         | Straka (TJ Lokomotiva Děčín)            | Šotola (Protějov)                                                 | Július Gažík ([[]])                    |
| 1961  | –71 kg | Július Gažík (ASD Dukla Kroměříž)          | Vojtech Stantien (TJ Spartak Dubnica)   | Šulc (TJ RH Karlovy Vary)                                         | Jindřich Sejk (TJ Spartak AZKG Praha)  |
| 1962  | –71 kg | Vojtech Stantien (TJ Spartak Dubnica)      | Miroslav Hakr (VTJ Dukla Louny)         | Július Gažík (TJ Lokomotiva Košice)                               | Manák (TJ RH Karlovy Vary)             |
| 1963  | –71 kg | Vojtech Stantien (TJ Spartak Dubnica)      | Miroslav Hakr (TJ Spartak AZKG Praha)   | František Gašparík (TJ Sokol Mistřín)                             | Straka (TJ Lokomotiva Děčín)           |
| 1964  | –71 kg | Vojtech Stantien (TJ Spartak Dubnica)      | Miroslav Hakr (TJ Spartak AZKG Praha)   | František Gašparík (TJ Jiskra OP Prostějov)                       | Němeček (ASD Dukla Kroměříž)           |
| 1965  | –71 kg | Vojtech Stantien (TJ Spartak Dubnica)      | Huml (TJ Baník Sokolov)                 | Štefan Ožvoldík (ASD Dukla Kroměříž)                              | Váchal (TJ Jiskra OP Prostějov)        |
| 1966  | –71 kg | Vojtech Stantien (TJ Spartak Dubnica)      | Janko (TJ Rudá hvězda Ústí)             | [[]] ([[]])                                                       | [[]] ([[]])                            |
| 1967  | –71 kg | Vojtech Stantien (TJ Spartak Dubnica)      | Tomáš Kemel (ASD Dukla Olomouc)         | Ježek (TJ Slezan Opava)                                           | Janek (TJ Rudý hvězda Ústí)            |
| 1968  | –71 kg | Vojtech Stantien (TJ Spartak Dubnica)      | —                                       | Viliam Stacho (ASD Dukla Olomouc) Tomáš Kemel (ASD Dukla Olomouc) | Miroslav Krecl (TJ VŽKG Ostrava)       |
| 1969  | –71 kg | Vojtech Stantien (TJ Spartak Dubnica)      | Tomáš Kemel (ASD Dukla Olomouc)         | Funk (TJ OP Prostějov)                                            | Průša (TJ Uhelné doly Praha)           |
| 1970  | –71 kg | Václav Vít (TJ Lokomotiva Děčín)           | Ľubomír Ochaba (TJ Spartak Dubnica)     | Tomáš Kemel (ASD Dukla Olomouc)                                   | Hrubý (TJ RH Pardubice)                |
| 1971  | –71 kg | Tomáš Kemel (ASD Dukla Olomouc)            | Vojtech Stantien (TJ Spartak Dubnica)   | Dušan Hreha (ASD Dukla Olomouc)                                   | Gulinc (Bratislava)                    |
| 1972  | –71 kg | Bohumil Němeček st. (TJ Rudá hvězda Ústí)  | Vladimír Linka (TJ Inter Bratislava)    | Ladislav Kurinec (VTJ Dukla Bratislava)                           | Vrána (ASD Dukla Olomouc)              |
| 1973  | –71 kg | Tomáš Kemel (ASD Dukla Olomouc)            | Vojtech Stantien (TJ Spartak Dubnica)   | Petr Bartoš (ASD Dukla Olomouc)                                   | Július Bertók (TJ Inter Bratislava)    |
| 1974  | –71 kg | Tomáš Kemel (ASD Dukla Olomouc)            | Pavel Galus (TJ Rudá hvězda Ústí)       | Petr Bartoš (ASD Dukla Olomouc)                                   | Miroslav Kolanda (TJ Rudá hvězda Ústí) |
| 1975  | –71 kg | Tomáš Kemel (ASD Dukla Olomouc)            | Attila Paál (TJ Spartak Komárno)        | Martin Straszer (TJ Rudá hvězda Ústí)                             | Jan Bachan (TJ Uhelné sklady Praha)    |
| 1976  | –71 kg | Tomáš Kemel (ASD Dukla Olomouc)            | Pavel Galus (TJ Rudá hvězda Ústí)       | Ján Kučerík (TJ ZVL Skalica)                                      | Miroslav Pavlov (ASVS Dukla Olomouc)   |
| 1977  | –71 kg | Pavel Galus (TJ Rudá hvězda Ústí)          | Tibor Kovács (TJ Spartak Komárno)       | Miroslav Pavlov (ASVS Dukla Olomouc)                              | Locek (TJ Lokomotiva Košice)           |
| 1978  | –71 kg | Pavel Galus (TJ Rudá hvězda Ústí)          | Tibor Kovács (TJ Spartak Komárno)       | Dušan Hečko (ASVS Dukla Olomouc)                                  | Ladislav Laburda (TJ Rudá hvězda Ústí) |
| 1979  | –71 kg | Ján Franek (TJ ZŤS Martin)                 | František Galgóczi (TJ RH Karlovy Vary) | Pavel Galus (TJ Rudá hvězda Ústí)                                 | Martin Straszer (TJ OSP Galanta)       |
| 1980  | –71 kg | Ján Franek (TJ Rudá hvězda Ústí)           | Dušan Hečko (ASVS Dukla Olomouc)        | Rostislav Osička (ASVS Dukla Olomouc)                             | Jozef Vajda (TJ OSP Galanta)           |
| 1981  | –71 kg | Ján Franek (TJ ZŤS Martin)                 | Dušan Hečko (ASVS Dukla Olomouc)        | František Galgóczi (TJ Rudá hvězda Ústí)                          | Jozef Vajda (TJ OSP Galanta)           |
| 1982  | –71 kg | Ján Franek (TJ ZŤS Martin)                 | Miroslav Pavlov (TJ Spartak Dubnica)    | Gabriel Králik (ASVS Dukla Olomouc)                               | Jozef Vajda (TJ OSP Galanta)           |
| 1983  | –71 kg | Dušan Hečko (ASVS Dukla Olomouc)           | Stanislav Lašček (TJ ZŤS Martin)        | Rostislav Osička (TJ Uhelné sklady Praha)                         | Jozef Vajda (TJ OSP Galanta)           |
| 1984  | –71 kg | Michal Franek (TJ Spartak Dubnica)         | Marián Mariáš (TJ Rudá hvězda Ústí)     | Bernard Zlámal (TJ Vítkovice)                                     | Dušan Hečko (ASVS Dukla Olomouc)       |
| 1985  | –71 kg | Stanislav Lašček (TJ ZŤS Martin)           | Imrich Csadi (TJ OSP Galanta)           | Ľubomír Dubač (TJ ZŤS Martin)                                     | —                                      |
| 1986  | –71 kg | Michal Franek (TJ Spartak Dubnica)         | Milan Konečný (TJ Rudá hvězda Brno)     | Jozef Vajda (TJ OSP Galanta)                                      | Milan Lakomý (ASVS Dukla Olomouc)      |
| 1987  | –71 kg | Stanislav Lašček (TJ ZŤS Martin)           | Ivan Vasovčák (TJ Spartak Dubnica)      | Milan Konečný (TJ Rudá hvězda Ústí)                               | Štefan Cirok (TJ Spartak Komárno)      |
| 1988  | –71 kg | Ivan Vasovčák (TJ Spartak Dubnica)         | Štefan Cirok (TJ Spartak Komárno)       | Milan Konečný (TJ Rudá hvězda Ústí)                               | Dušan Kavčák (TJ Lokomotiva Vranov)    |
| 1989  | –71 kg | Milan Konečný (TJ Rudá hvězda Ústí)        | Pavol Rigó (TJ Spartak Dubnica)         | Dušan Kavčák (TJ Lokomotiva Vranov)                               | Pavel Horák (TJ Rudá hvězda Ústí)      |
| 1990  | –71 kg | Alexander Szabó (TJ Spartak Komárno)       | Pavol Rigó (TJ Spartak Dubnica)         | Martiško (České Budějovice)                                       | Milan Masný (TJ ZŤS Martin)            |
| 1991  | –71 kg | Milan Masný (TJ ZŤS Martin)                | Mikuláš Bandy (Olomouc)                 | Kopčan (SKP Kometa Brno)                                          | Boris Bartek (TJ Spartak Dubnica)      |
| 1992  | –71 kg | Milan Masný (TJ ZŤS Martin)                | Peter Rusňák (SKP Sever Ústí)           | Just (Jaslovské Bohunice)                                         | Džogan (Košice)                        |

## Střední váha
| Datum | Kat.     | Zlato                                          | Stříbro                                     | Bronz                                                                | Bronz                                       |
| ----- | -------- | ---------------------------------------------- | ------------------------------------------- | -------------------------------------------------------------------- | ------------------------------------------- |
| 1919  | –70 kg   | Cvrček (ČAK Vinohrady)                         | František Tesař (AC Kladno)                 | —                                                                    | —                                           |
| 1920  | –72,6 kg | Rudolf Frolík (AC Kladno)                      | Antonín Kopřiva (KA Žižka Praha)            | —                                                                    | —                                           |
| 1922  | –72,6 kg | J. Král (Hoyerova škola Praha)                 | Trojan (SK Kladno)                          | Pokorný (KA Žižka Praha)                                             | Pokorný (KA Žižka Praha)                    |
| 1924  | –72,6 kg | Kamil Svojsík (ČAK Vinohrady)                  | Václav Horký (KA Louny)                     | František Pštros (SK Slavoj Praha VIII.)                             | František Pštros (SK Slavoj Praha VIII.)    |
| 1926  | –72,6 kg | Jan Heřmánek (BC Smíchov)                      | Konas (BC Smíchov)                          | —                                                                    | —                                           |
| 1927  | –72,6 kg | Jan Heřmánek (BC Smíchov)                      | Pásek (SSK Vítkovice)                       | —                                                                    | —                                           |
| 1928  | –72,6 kg | Jan Heřmánek (BC Smíchov)                      | Lindner (AC Turk Brno)                      | —                                                                    | —                                           |
| 1929  | –72,6 kg | Jan Heřmánek (BC Smíchov)                      | Skřivánek (Heros Brno)                      | —                                                                    | —                                           |
| 1930  | –72,6 kg | Pechoč (BC Smíchov)                            | Skřivánek (Heros Brno)                      | —                                                                    | —                                           |
| 1931  | –72,6 kg | Peter (Sparta Nový Jičín)                      | Jiří Pešek (BK Vršovice)                    | —                                                                    | —                                           |
| 1932  | –72,6 kg | Karel Millner/Müller? (BC Smíchov)             | Jan Sadko (SK Baťa Zlín)                    | —                                                                    | —                                           |
| 1933  | –72,6 kg | Skřivánek (KA Žižka Brno)                      | Eduard Pospíšil (BC Smíchov)                | —                                                                    | —                                           |
| 1934  | –72,6 kg | Soukup (BC Jahelka Kladno)                     | Vojtěch Prošek (TK Star Beroun)             | —                                                                    | —                                           |
| 1935  | –72,6 kg | Karol/Anton Váňa (AC Jánošík Trnava)           | Vojtěch Prošek (TK Star Praha)              | Karol Baranovič (AC Jánošík Trnava)                                  | Karol Baranovič (AC Jánošík Trnava)         |
| 1936  | –72,6 kg | Josef Hrubeš (TK Star Praha)                   | Karol Baranovič (AC Jánošík Trnava)         | [[]] ([[]])                                                          | [[]] ([[]])                                 |
| 1937  | –72,6 kg | Vojtěch Prošek (TK Star Praha)                 | Krejčí (Žižka Brno)                         | [[]] ([[]])                                                          | [[]] ([[]])                                 |
| 1938  | –72,6 kg | Jaroslav Hřebíček (AC Sparta Považká Bystrica) | Zach (BC Hodonín)                           | [[]] ([[]])                                                          | [[]] ([[]])                                 |
| 1939* | –72,6 kg | Jiří Tolar (BC Smíchov)                        | Vojtěch Prošek (TK Star Praha)              | [[]] ([[]])                                                          | [[]] ([[]])                                 |
| 1940* | –72,6 kg | Jiří Tolar (BC Smíchov)                        | Vojtěch Prošek (TK Star Praha)              | [[]] ([[]])                                                          | [[]] ([[]])                                 |
| 1941* | –72,6 kg | Vojtěch Prošek (TK Star Praha)                 | Boček (SK Praga Praha)                      | [[]] ([[]])                                                          | [[]] ([[]])                                 |
| 1942* | –72,6 kg | Boček (SK Praga Praha)                         | Garšic (SK Baťa Zlín)                       | [[]] ([[]])                                                          | [[]] ([[]])                                 |
| 1943* | –72,6 kg | Bartoš (BC Hradec Králové)                     | Garšic (SK Baťa Zlín)                       | [[]] ([[]])                                                          | [[]] ([[]])                                 |
| 1944* | –72,6 kg | Carda (Heros Slaný)                            | Polívka (AFK Žižka Brno)                    | [[]] ([[]])                                                          | [[]] ([[]])                                 |
| 1945  | –72,6 kg | Carda (Heros Slaný)                            | Josef Skudřík (SK Olomouc ASO)              | [[]] ([[]])                                                          | [[]] ([[]])                                 |
| 1946  | –72,6 kg | Július Torma (ŠK Baťovany)                     | Josef Skudřík (SK Olomouc ASO)              | [[]] ([[]])                                                          | [[]] ([[]])                                 |
| 1947  | –72,6 kg | Július Torma (ŠK Baťovany)                     | Rudolf Obid (Hanácká Slavie Kroměříž)       | [[]] ([[]])                                                          | [[]] ([[]])                                 |
| 1948  | –72,6 kg | Josef Skudřík (SK Botostroj Zlín)              | František Švarko (Svit Batizovce)           | [[]] ([[]])                                                          | [[]] ([[]])                                 |
| 1949  | –72,6 kg | Július Torma (Sokol Partizánske)               | Kopecký (MZK Pardubice)                     | [[]] ([[]])                                                          | [[]] ([[]])                                 |
| 1950  | –72,6 kg | Rudolf Helebrandt (Armádní tělovýchovný klub)  | Karol Krajčovič (Sokol NV Trnava)           | [[]] ([[]])                                                          | [[]] ([[]])                                 |
| 1951  | –75 kg   | Josef Malík (Sokol Škoda Smíchov)              | Kopecký (Armádní tělovýchovný klub)         | Všijanský (Otrokovice)                                               | [[]] ([[]])                                 |
| 1952  | –75 kg   | Milan Janšta (Rudá hvězda)                     | Jiří Suchý (Chomutov/Ústí)                  | Josef Malík (Armádní tělovýchovný klub)                              | Nosil (Praha)                               |
| 1953  | –75 kg   | Bedřich Koutný (Ústřední dům armády)           | Milan Urbančík (ÚD Rudé hvězdy)             | Josef Malík (Ústřední dům armády)                                    | Reicheil (ÚD Rudé hvězdy)                   |
| 1954  | –75 kg   | Jiří Suchý (Ústřední dům armády)               | Prnka (DSO Spartak Olomouc)                 | Bedřich Koutný (Ústřední dům armády)                                 | Vančura (ÚD Rudé hvězdy)                    |
| 1955  | –75 kg   | Bedřich Koutný (Ústřední dům armády)           | Jiří Suchý (Ústřední dům armády)            | Štefan Petráš (Dom armády Trenčín)                                   | Juraj Mašlányi (Ústřední dům armády)        |
| 1956  | –75 kg   | Jiří Suchý (Ústřední dům armády)               | Bedřich Koutný (Ústřední dům armády)        | Košík (DSO RH Kout)                                                  | Triebl (TJ Iskra Partizanske)               |
| 1957  | –75 kg   | Štefan Marciš (TJ Iskra Bratislava)            | Rudolf Kuchta (TJ Spartak ZJŠ Brno)         | Tomáš Gabalec (TJ Lokomotiva Trnava)                                 | Jozef Šatan (TJ Iskra Partizanske)          |
| 1958  | –75 kg   | Rudolf Kuchta (VTJ Dukla Kroměříž)             | Tomáš Gabalec (TJ Lokomotiva Trnava)        | [[]] ([[]])                                                          | [[]] ([[]])                                 |
| 1959  | –75 kg   | Tomáš Gabalec (TJ Lokomotiva Trnava)           | Jindřich Trippé (TJ Slavoj Praha)           | Triebel (TJ Iskra Partizanske)                                       | Fialka (TJ Slovan Hodonín)                  |
| 1960  | –75 kg   | Jozef Šatan (TJ Iskra Partizánske)             | Macura (ASD Dukla Kroměříž)                 | František Hrnčíř (TJ Sokol Mistřín)                                  | František Ziegler (ASD Dukla Kroměříž)      |
| 1961  | –75 kg   | František Ziegler (ASD Dukla Kroměříž)         | Štefan Kovačič (TJ RH Karlovy Vary)         | Rudolf Kuchta (TJ Slavoj Žižkov)                                     | Tomáš Gabalec (TJ Dimitrov Bratislava)      |
| 1962  | –75 kg   | Štefan Kovačič (TJ Baník Sokolov)              | Jindřich Sejk (TJ Spartak AZKG Praha)       | Švejda (ASD Dukla Kroměříž)                                          | Tomáš Gabalec (TJ Spartak Dubnica)          |
| 1963  | –75 kg   | Jindřich Sejk (TJ Spartak AZKG Praha)          | —                                           | Alexander Bögi (ASD Dukla Kroměříž) Rudolf Tylš (ASD Dukla Kroměříž) | Štefan Kovačič (TJ Baník Sokolov)           |
| 1964  | –75 kg   | Josef Kapín (TJ RH Karlovy Vary)               | Milan Sopkovič (TJ Tatran Spišská Nová Ves) | Tomáš Gabalec (TJ Spartak Dubnica)                                   | Martin Ivan (ASD Dukla Kroměříž)            |
| 1965  | –75 kg   | Josef Kapín (TJ RH Karlovy Vary)               | Bečka (Hradec Králové)                      | Karel Lašák (TJ Rudá hvězda Ústí)                                    | František Gašparík (TJ Jiskra OP Prostějov) |
| 1966  | –75 kg   | Jan Hejduk (TJ Rudá hvězda Ústí)               | Závodný (MEZ Vsetín)                        | [[]] ([[]])                                                          | [[]] ([[]])                                 |
| 1967  | –75 kg   | Jan Hejduk (TJ Rudá hvězda Ústí)               | Jaroslav Král (ASD Dukla Olomouc)           | Pavel Nimec (TJ Rudá hvězda Ústí)                                    | Řehoř (TJ Uhelné sklady Praha)              |
| 1968  | –75 kg   | Jan Hejduk (TJ Rudá hvězda Ústí)               | Jaroslav Král (ASD Dukla Olomouc)           | Janecký (TJ Lokomotiva Košice)                                       | Štefan Ožvoldík (TJ VŽKG Ostrava)           |
| 1969  | –75 kg   | Jan Hejduk (TJ Lokomotiva Děčín)               | Štefan Ožvoldík (TJ Spartak Dubnica)        | Ivanecký (TJ VŽKG Ostrava)                                           | Dušan Bučko (TJ Spartak Dubnica)            |
| 1970  | –75 kg   | Ladislav Heczei (ASD Dukla Olomouc)            | Jan Hejduk (TJ Lokomotiva Děčín)            | Andrt (Český Krumlov)                                                | Dušan Bučko (TJ Spartak Dubnica)            |
| 1971  | –75 kg   | Milan Somík (TJ Rudá hvězda Ústí)              | Vladimír Sochorec (TJ VŽKG Ostrava)         | Anton Ryliak (TJ Spartak Dubnica)                                    | Jaroslav Král (ASD Dukla Olomouc)           |
| 1972  | –75 kg   | Milan Somík (TJ Rudá hvězda Ústí)              | Jozef Švarc (TJ VTŽ Chomutov)               | Pavol Kovács (VTJ Dukla Bratislava)                                  | Andrt (TJ Škoda České Budějovice)           |
| 1973  | –75 kg   | Pavol Kovács (TJ OSP Galanta)                  | Šubák (ASD Dukla Olomouc)                   | Ivo Pospíšil (TJ OP Prostějov)                                       | Stanislav Kováč (TJ Spartak Dubnica)        |
| 1974  | –75 kg   | Václav Malatinec (TJ ZVL Skalica)              | Vladimír Linka (TJ Rudá hvězda Ústí)        | Svatopluk Žáček (TJ Rudá hvězda Ústí)                                | Ladislav Kurinec (TJ Slezan Opava)          |
| 1975  | –75 kg   | Zdeněk Tykva (TJ Uhelné sklady Praha)          | Milan Somík (TJ Spartak Dubnica)            | J. Polák (TJ ZVL Skalica)                                            | Stanislav Kováč (TJ Spartak Dubnica)        |
| 1976  | –75 kg   | Svatopluk Žáček (TJ Rudá hvězda Ústí)          | Peter Kukučka (TJ Elitex Nitra)             | Stanislav Kováč (TJ Spartak Dubnica)                                 | Jan Tabáček (ASVS Dukla Olomouc)            |
| 1977  | –75 kg   | Svatopluk Žáček (TJ Rudá hvězda Ústí)          | Václav Malatinec (TJ Spartak Komárno)       | Hrubý (TJ Slovan Moravská Třebová)                                   | Milan Šujanský (TJ Baník Most)              |
| 1978  | –75 kg   | Svatopluk Žáček (TJ Rudá hvězda Ústí)          | Zdeněk Tykva (TJ Uhelné sklady Praha)       | Peter Kukučka (TJ Elitex Nitra)                                      | Jaroslav Fujasz (ASVS Dukla Olomouc)        |
| 1979  | –75 kg   | Zdeněk Tykva (TJ Uhelné sklady Praha)          | Svatopluk Žáček (TJ Rudá hvězda Ústí)       | Ivan Gonda (ASVS Dukla Olomouc)                                      | Bohumil Špringl (TJ Baník Havířov)          |
| 1980  | –75 kg   | Ivan Gonda (ASVS Dukla Olomouc)                | Ladislav Laburda (TJ Spartak Dubnica)       | Jiří Ferenc (TJ RH Karlovy Vary)                                     | Václav Malatinec (TJ Spartak Komárno)       |
| 1981  | –75 kg   | Ivan Gonda (ASVS Dukla Olomouc)                | Miroslav Pavlov (TJ Sparta Dubnica)         | Jan Starý (TJ Lokomotiva Děčín)                                      | Imrich Csadi (ASVS Dukla Olomouc)           |
| 1982  | –75 kg   | Stanislav Lašček (TJ ZŤS Martin)               | Ivan Gonda (ASVS Dukla Olomouc)             | Peter Kulich (TJ ZŤS Martin)                                         | Ladislav Štádler (TJ Rudá hvězda Ústí)      |
| 1983  | –75 kg   | Bohumil Rűckschlos (TJ Rudá hvězda Ústí)       | Ladislav Štádler (TJ Rudá hvězda Ústí)      | Alfréd Schöber (TJ Škoda České Budějovice)                           | Peter Kulich (ASVS Dukla Olomouc)           |
| 1984  | –75 kg   | Ján Franek (TJ ZŤS Martin)                     | Bohumil Rűckschlos (TJ Rudá hvězda Ústí)    | Stanislav Lašček (TJ ZŤS Martin)                                     | Ivan Macek (TJ Červená hviezda Bratislava)  |
| 1985  | –75 kg   | Ján Franek (TJ ZŤS Martin)                     | Michal Franek (TJ Sparta Dubnica)           | Jiří Ferenc (TJ Baník Most)                                          | Ondrej Mézes (ASVS Dukla Olomouc)           |
| 1986  | –75 kg   | Ján Franek (TJ ZŤS Martin)                     | Alfréd Schöber (TJ Škoda České Budějovice)  | Ladislav Juhoš (TJ OSP Galanta)                                      | Dušan Černý (Sokolov)                       |
| 1987  | –75 kg   | Michal Franek (ASVS Dukla Olomouc)             | Ľubomír Dubač (TJ ZŤS Martin)               | Miroslav Čuj (TJ Elektrosvit Nové Zámky)                             | Pavel Čepelák (TJ Vítkovice)                |
| 1988  | –75 kg   | Ján Franek (TJ ZŤS Martin)                     | Martin Hlavatý (ASVS Dukla Olomouc)         | Ján Sisák (TJ Lokomotiva Vranov)                                     | Matějovič (TJ Baník Sokolov)                |
| 1989  | –75 kg   | Ivan Macek (TJ Rudá hvězda Ústí)               | Ján Sisák (TJ Lokomotiva Vranov)            | Štefan Cirok (TJ Spartak Komárno)                                    | Anton Homola (TJ Rudá hvězda Brno)          |
| 1990  | –75 kg   | Ivan Macek (SKP Sever Ústí)                    | Štefan Cirok (TJ Spartak Komárno)           | Pavel Horák (SKP Sever Ústí)                                         | Milan Gaži (TJ Baník Most)                  |
| 1991  | –75 kg   | Ľudovít Plachetka (SKP Kometa Brno)            | Ivan Macek (SKP Sever Ústí)                 | Jandy (Vítkovice)                                                    | František Marenčin (TJ Lokomotiva Vranov)   |
| 1992  | –75 kg   | Milan Konečný (SKP Sever Ústí)                 | Anton Lašček (TJ ZŤS Martin)                | Ľudovít Plachetka (SKP Kometa Brno)                                  | Svoreň (TJ Lokomotiva Vranov)               |

## Polotěžká váha
| Datum | Kat.     | Zlato                                         | Stříbro                                           | Bronz                                      | Bronz                                        |
| ----- | -------- | --------------------------------------------- | ------------------------------------------------- | ------------------------------------------ | -------------------------------------------- |
| 1919  | +70 kg   | Herzík (ČAK Vinohrady)                        | Bernstein (ČAK Vinohrady)                         | Mička (ČAK Vinohrady)                      | Mička (ČAK Vinohrady)                        |
| 1920  | –79,4 kg | Václav Sýkora (VCS Milovice/KČT Český Lev)    | Pašek (III. Strážní prapor Praha)                 | —                                          | —                                            |
| 1922  | –79,4 kg | Pašek (AFK Stráž bezpečnosti)                 | Jaroslav Svoboda (Czirolnikova škola)             | Barták (ČAK Vinohrady)                     | Barták (ČAK Vinohrady)                       |
| 1924  | –79,4 kg | Josef Cibuš (ČAK Vinohrady)                   | Jaroslav Pašek (ČARS Praha)                       | Antonín Šund (ČAK Hellas Brno)             | Antonín Šund (ČAK Hellas Brno)               |
| 1926  | –79,4 kg | Josef Hampacher (Hoyerova škola Praha)        | Václav Hocký (BC Plzeň)                           | —                                          | —                                            |
| 1927  | –79,4 kg | Václav Hocký (BC Plzeň)                       | Polák ([[]])                                      | —                                          | —                                            |
| 1928  | –79,4 kg | Karel Ostružňák (KA Žižka Brno)               | Frühauf (VS Praha)                                | —                                          | —                                            |
| 1929  | –79,4 kg | Lhotský (TK Star Praha)                       | Mahler (VS Praha)                                 | —                                          | —                                            |
| 1930  | –79,4 kg | Karel Ostružňák (KA Žižka Brno)               | Fait (BC Smíchov)                                 | —                                          | —                                            |
| 1931  | –79,4 kg | Karel Ostružňák (KA Žižka Brno)               | Strascher/Straschke/Stašek (Jablonec)             | —                                          | —                                            |
| 1932  | –79,4 kg | Karel Ostružňák (KA Žižka Brno)               | Rudolf Durdis (BK Vršovice)                       | —                                          | —                                            |
| 1933  | –79,4 kg | František Havelka (SK Baťa Zlín)              | Jan Hnízdil (TK Star Beroun)                      | —                                          | —                                            |
| 1934  | –79,4 kg | František Havelka (SK Baťa Zlín)              | Karel Nejtek (TK Star Praha)                      | —                                          | —                                            |
| 1935  | –79,4 kg | František Havelka (SK Baťa Zlín)              | Karel Nejtek (TK Star Praha)                      | Šmíd (Heros Brno)                          | Šmíd (Heros Brno)                            |
| 1936  | –79,4 kg | František Havelka (SK Baťa Zlín)              | Rudolf Durdis (SK Český Lev Praha)                | [[]] ([[]])                                | [[]] ([[]])                                  |
| 1937  | –79,4 kg | Josef Mitrenga (SK Baťov Otrokovice)          | Vilgus (SSK Vítkovice)                            | [[]] ([[]])                                | [[]] ([[]])                                  |
| 1938  | –79,4 kg | František Havelka (SK Baťa Zlín)              | Josef Mitrenga (SK Baťov Otrokovice)              | [[]] ([[]])                                | [[]] ([[]])                                  |
| 1939* | –79,4 kg | Josef Mitrenga (SK Baťov Otrokovice)          | Gustav Jankovský (BC Praha)                       | [[]] ([[]])                                | [[]] ([[]])                                  |
| 1940* | –79,4 kg | Josef Mitrenga (SK Baťov Otrokovice)          | Josef Verbík (BC Jahelka Kladno)                  | [[]] ([[]])                                | [[]] ([[]])                                  |
| 1941* | –79,4 kg | František Havelka (SK Baťa Zlín)              | Drnovský (HSK Vyškov)                             | [[]] ([[]])                                | [[]] ([[]])                                  |
| 1942* | –79,4 kg | Jiří Suk (BC Smíchov)                         | Kopecký (BC Písek)                                | [[]] ([[]])                                | [[]] ([[]])                                  |
| 1943* | –79,4 kg | Josef Mitrenga (SK Baťov Otrokovice)          | Bohumil Lívanský (Sez. Ústí)                      | [[]] ([[]])                                | [[]] ([[]])                                  |
| 1944* | –79,4 kg | Josef Mitrenga (SK Baťov Otrokovice)          | Horešovský (Roudnice)                             | [[]] ([[]])                                | [[]] ([[]])                                  |
| 1945  | –79,4 kg | Oldřich Netuka (HSK Vyškov)                   | Ryšavý (SK Olomouc ASO)                           | [[]] ([[]])                                | [[]] ([[]])                                  |
| 1946  | –79,4 kg | Carda (Heros Slaný)                           | Garšic (Fatra Napajedla)                          | [[]] ([[]])                                | [[]] ([[]])                                  |
| 1947  | –79,4 kg | Otakar Rademacher (ČAK Vinohrady)             | Carda (Heros Slaný)                               | [[]] ([[]])                                | [[]] ([[]])                                  |
| 1948  | –79,4 kg | Otakar Rademacher (ČAK Vinohrady)             | Oldřich Netuka (SK Olomouc ASO)                   | [[]] ([[]])                                | [[]] ([[]])                                  |
| 1949  | –79,4 kg | Otakar Rademacher (Armádní tělovýchovný klub) | Miloslav Příhoda (Svit)                           | [[]] ([[]])                                | [[]] ([[]])                                  |
| 1950  | –79,4 kg | Otakar Rademacher (Armádní tělovýchovný klub) | Garšic (Sokol Hranice)                            | [[]] ([[]])                                | [[]] ([[]])                                  |
| 1951  | –81 kg   | Bedřich Koutný (Svit Gottwaldov)              | František Švarko (KP Michalovce/Svit pod Tatrami) | [[]] ([[]])                                | [[]] ([[]])                                  |
| 1952  | –81 kg   | Bedřich Koutný (Armádní tělovýchovný klub)    | Leopold/Miroslav Cehlárik (Bratislava)            | Otakar Rademacher (Praha)                  | Všijanský (Armádní tělovýchovný klub)        |
| 1953  | –81 kg   | Miloslav Příhoda (ÚD Rudé hvězda)             | Oldřich Netuka (DSO Spartak Olomouc)              | Dovalil (Český Těšín)                      | Antonín Nekola (Ústřední dům armády)         |
| 1954  | –81 kg   | Július Torma (Ústřední dům armády)            | Otakar Rademacher (DSO Spartak Praha Sokolovo)    | Miloslav Příhoda (ÚD Rudé hvězda)          | Janík (Spartak Nové Zámky)                   |
| 1955  | –81 kg   | Július Torma (Ústřední dům armády)            | Vičan (ÚD Rudé hvězda)                            | Čiliak (Dom armády Trenčín)                | Čiliak (Dom armády Trenčín)                  |
| 1956  | –81 kg   | Július Torma (Ústřední dům armády)            | František Gál (DSO Slavoj Michalovce)             | Antonín Nekola (TJ Lokomotiva Děčin)       | Čiliak (Dom armády Trenčín)                  |
| 1957  | –81 kg   | Vladimír Reichel (Spartak Martin)             | Jozef Čajka (TJ Iskra Svit)                       | Vladimír Hrbek (TJ Spartak Praha Sokolovo) | Jiří Suchý (ASD Dukla Praha)                 |
| 1958  | –81 kg   | Kálmán Rigó (TJ Baník Mariánské Lázně)        | Gabriš (TJ Iskra Svit)                            | [[]] ([[]])                                | [[]] ([[]])                                  |
| 1959  | –81 kg   | Vladimír Hrbek (ASD Dukla Kroměříž)           | Vlastimil Hrnčíř (TJ RH Karlovy Vary)             | František Hrnčíř (TJ Sokol Mistřín)        | Jozef Čajka (TJ Iskra Svit)                  |
| 1960  | –81 kg   | Mikuláš Urban (TJ Dimitrov Bratislava)        | Vlastimil Hrnčíř (TJ RH Karlovy Vary)             | [[]] ([[]])                                | [[]] ([[]])                                  |
| 1961  | –81 kg   | Stanislav Patočka (TJ RH Karlovy Vary)        | Štěpán Foltýn (TJ Slezan Opava)                   | Jozef Čajka (TJ Spartak Dubnica)           | Golej (TJ Dimitrov Bratislava)               |
| 1962  | –81 kg   | František Poláček (TJ Jiskra OP Prostějov)    | Holý (TJ Slavoj České Budějovice)                 | František Hrnčíř (TJ Sokol Mistřín)        | Stanislav Patočka (TJ RH Karlovy Vary)       |
| 1963  | –81 kg   | František Poláček (TJ Jiskra OP Prostějov)    | Vlastimil Hrnčíř (TJ Baník Sokolov)               | Tomášek (TJ Slavoj České Budějovice)       | Miroslav Hřebíček (ASD Dukla Kroměříž)       |
| 1964  | –81 kg   | Dušan Rybanský (TJ Slovan Bratislava)         | Miroslav Hřebíček (TJ Spartak Dubnica)            | Řehoř (TJ Rudá hvězda Ústí)                | František Poláček (TJ Jiskra OP Prostějov)   |
| 1965  | –81 kg   | František Poláček (TJ Jiskra OP Prostějov)    | Ivan Kraus (TJ Rudá hvězda Olomouc)               | Manfréd Hartmann (Mladá Boleslav)          | Jaroslav Bubeník (TJ Rudá hvězda Ústí)       |
| 1966  | –81 kg   | Josef Kapín (TJ RH Karlovy Vary)              | Dušan Rybanský (TJ Spartak Dubnica)               | [[]] ([[]])                                | [[]] ([[]])                                  |
| 1967  | –81 kg   | Josef Kapín (TJ Uhelné sklady Praha)          | Karel Lašák (TJ Rudá hvězda Ústí)                 | Molnár (ASD Dukla Olomouc)                 | Petr Sommer (ASD Dukla Olomouc)              |
| 1968  | –81 kg   | Josef Kapín (TJ Uhelné sklady Praha)          | Dušan Rybanský (TJ Spartak Dubnica)               | Vladimír Tomčík (TJ Spartak Dubnica)       | Molnár (ASD Dukla Praha)                     |
| 1969  | –81 kg   | Josef Kapín (TJ Uhelné sklady Praha)          | Dušan Rybanský (TJ Spartak Dubnica)               | Stejskal (TJ Zbrojovka Brno)               | Kovalčík (TJ Lokomotiva Nitra)               |
| 1970  | –81 kg   | Ivan Kraus (TJ VŽKG Ostrava)                  | Dušan Rybanský (TJ Spartak Dubnica)               | Vladimír Tomčík (TJ Spartak Dubnica)       | Vaštík (TJ Škoda České Budějovice)           |
| 1971  | –81 kg   | Jozef Šilhan (VTJ Dukla Bratislava)           | Pavel Čepelík (TJ RH Karlovy Vary)                | Zdeněk Kortiš (ASD Dukla Olomouc)          | Dušan Rybanský (TJ Spartak Dubnica)          |
| 1972  | –81 kg   | Jaroslav Král (ASD Dukla Olomouc)             | Vladimír Tomčík (TJ Lokomotiva Košice)            | Kovalčík (TJ Škoda České Budějovice)       | Čeček (TJ Praga Praha)                       |
| 1973  | –81 kg   | Ľudovít Gyerák (TJ OSP Galanta)               | Milan Gavruň (TJ Lokomotiva Děčín)                | Jozef Šilhan (TJ Rudá hvězda Ústí)         | Holoubek (TJ Rudá hvězda Ústí)               |
| 1974  | –81 kg   | Ľudovít Gyerák (TJ OSP Galanta)               | Ondrej Holubek (TJ Rudá hvězda Ústí)              | Vladimír Sochorec (TJ ZVL Skalica)         | Milan Somík (TJ Spartak Dubnica)             |
| 1975  | –81 kg   | Zdeněk Kortiš (ASD Dukla Olomouc)             | Ľudovít Gyerák (TJ OSP Galanta)                   | Ondrej Holubek (TJ Rudá hvězda Ústí)       | Bohumil Kudělka (TJ Baník Sokolov)           |
| 1976  | –81 kg   | Ondrej Pustai (TJ Rudá hvězda Ústí)           | Zdeněk Kortiš (ASVS Dukla Olomouc)                | Šmelko (TJ Elitex Nitra)                   | Ambruš (TJ Spartak Komárno)                  |
| 1977  | –81 kg   | Ondrej Pustai (TJ Rudá hvězda Ústí)           | Ivan Protivňák (ASVS Dukla Olomouc)               | Bohumil Kudělka (TJ Lokomotiva Děčín)      | Milan Somík (TJ ZŤS Martin)                  |
| 1978  | –81 kg   | Ondrej Pustai (TJ Rudá hvězda Ústí)           | Ivan Protivňák (ASVS Dukla Olomouc)               | Milan Kresač (TJ OSP Galanta)              | Bohumil Kudělka (TJ Lokomotiva Děčín)        |
| 1979  | –81 kg   | Ondrej Pustai (TJ Rudá hvězda Ústí)           | Bohumil Kudělka (TJ Lokomotiva Děčín)             | Milan Somík (TJ ZŤS Martin)                | Jaroslav Fujasz (ASVS Dukla Olomouc)         |
| 1980  | –81 kg   | Ondrej Pustai (TJ Rudá hvězda Ústí)           | Bohumil Špringl (ASVS Dukla Olomouc)              | Zdeněk Tykva (TJ Uhelné sklady Praha)      | Krajčovič (TJ ZŤS Martin)                    |
| 1981  | –81 kg   | Ondrej Pustai (TJ Rudá hvězda Ústí)           | Jaroslav Ligoš (TJ Rudá hvězda Ústí)              | Daniel Stantien (ASVS Dukla Olomouc)       | Ivan Lakatoš (TJ Elitex Nitra)               |
| 1982  | –81 kg   | Ondrej Pustai (TJ Rudá hvězda Ústí)           | Daniel Stantien (TJ Spartak Dubnica)              | Jiří Smetana (ASVS Dukla Olomouc)          | Pavol Sovík (TJ ZŤS Martin)                  |
| 1983  | –81 kg   | Jaroslav Ligoš (TJ Rudá hvězda Ústí)          | Daniel Stantien (ASVS Dukla Olomouc)              | Pavol Sovík (ASVS Dukla Olomouc)           | Marián Mičjan (TJ Spartak Dubnica)           |
| 1984  | –81 kg   | Jiří Smetana (TJ Uhelné sklady Praha)         | Jiří Ferenc (TJ Baník Most)                       | Daniel Stantien (ASVS Dukla Olomouc)       | Jaroslav Ligoš (TJ Rudá hvězda Ústí)         |
| 1985  | –81 kg   | Daniel Stantien (ASVS Dukla Olomouc)          | Jiří Smetana (TJ Uhelné sklady Praha)             | Marián Mičjan (TJ Spartak Dubnica)         | Peter Kulich (TJ ZŤS Martin)                 |
| 1986  | –81 kg   | Jiří Smetana (TJ Uhelné sklady Praha)         | Milan Picka (TJ Rudá hvězda Ústí)                 | Bohumil Rűckschlos (TJ Rudá hvězda Ústí)   | Martin Straszer (TJ Atóm Jaslovské Bohunice) |
| 1987  | –81 kg   | Ján Franek (TJ ZŤS Martin)                    | Daniel Stantien (TJ Uhelné sklady Praha)          | Ivan Macek (TJ OSP Galanta)                | Miroslav Gavenčiak (TJ Rudá hvězda Ústí)     |
| 1988  | –81 kg   | Michal Franek (ASVS Dukla Olomouc)            | Vojtech Rűckschlos (TJ Rudá hvězda Ústí)          | Štefan Kolečava (ASVS Dukla Olomouc)       | Ivan Macek (TJ OSP Galanta)                  |
| 1989  | –81 kg   | Michal Franek (TJ ZŤS Martin)                 | Vojtech Rűckschlos (TJ Rudá hvězda Ústí)          | Richard Lašš (TJ Rudá hvězda Ústí)         | Jaroslav Dolejš (TJ Škoda České Budějovice)  |
| 1990  | –81 kg   | Ľubomír Dubač (TJ ZŤS Martin)                 | Vojtech Rűckschlos (SKP Sever Ústí)               | Čermák (TJ Praga Praha)                    | Lešš (SKP Kometa Brno)                       |
| 1991  | –81 kg   | Michal Franek (TJ ZŤS Martin)                 | Michal Roman (Olomouc)                            | Ján Sisák (TJ Lokomotiva Vranov)           | Bolfy (Nové Mesto)                           |
| 1992  | –81 kg   | Vojtech Rűckschlos (SKP Sever Ústí)           | Ivan Macek (SKP Kometa Brno)                      | Habr (SK Vítkovice)                        | Bartek (ASO Dukla Olomouc)                   |

## Těžká váha
1961 – Pohár Československého Sportu
| Datum | Kat.     | Zlato                                      | Stříbro                                                                | Bronz                                  | Bronz                                       |
| ----- | -------- | ------------------------------------------ | ---------------------------------------------------------------------- | -------------------------------------- | ------------------------------------------- |
| 1924  | +79,4 kg | Jaroslav Svoboda (ASC Dejvice)             | Jan Pacák (ČARS Brno)                                                  | Vladimír Pospíšil (ASC Dejvice)        | Vladimír Pospíšil (ASC Dejvice)             |
| 1926  | +79,4 kg | —                                          | Švec (vojsko) Rudolf Ambroz (KA Žižka Brno)                            | —                                      | —                                           |
| 1927  | +79,4 kg | Fait (KA Žižka Plzeň)                      | Vondráček (Hoyerova škola Praha)                                       | —                                      | —                                           |
| 1928  | +79,4 kg | Rudolf Ambroz (KA Žižka Brno)              | Josef Hampacher (Hoyerova škola Praha)                                 | —                                      | —                                           |
| 1929  | +79,4 kg | Josef Hampacher (BC Smíchov)               | Řezník (Sl. Brat.)                                                     | —                                      | —                                           |
| 1930  | +79,4 kg | Rudolf Ambroz (KA Žižka Brno)              | Andrt (BC Hoyer)                                                       | —                                      | —                                           |
| 1931  | +79,4 kg | Rudolf Ambroz (KA Žižka Brno)              | Franěk (ČSS Olomouc)                                                   | —                                      | —                                           |
| 1932  | +79,4 kg | Bezchleba (BC Smíchov)                     | Jirásek (BC Hradec Králové)                                            | —                                      | —                                           |
| 1933  | +79,4 kg | Rudolf Ambroz (KA Žižka Brno)              | Vůjtěch (TK Star Praha)                                                | —                                      | —                                           |
| 1934  | +79,4 kg | Rudolf Durdis (Slavia Bratislava)          | Josef Kopeček (Olympia Brno)                                           | —                                      | —                                           |
| 1935  | +79,4 kg | Rudolf Kuss (KA Žižka Brno)                | Rudolf Durdis (SK Český Lev Praha)                                     | Kuba (AC Nové Mesto)                   | Kuba (AC Nové Mesto)                        |
| 1936  | +79,4 kg | Karel Nejtek (TK Star Praha)               | Rudolf Kuss (SK Baťa Zlín)                                             | [[]] ([[]])                            | [[]] ([[]])                                 |
| 1937  | +79,4 kg | Rudolf Kuss (SK Baťa Zlín)                 | Kraus (AFK Stráž bezpečnosti)                                          | [[]] ([[]])                            | [[]] ([[]])                                 |
| 1938  | +79,4 kg | Rudolf Kuss (SK Baťa Zlín)                 | Fialka (AC Tatra Bratislava)                                           | [[]] ([[]])                            | [[]] ([[]])                                 |
| 1939* | +79,4 kg | Rudolf Kuss (SK Baťa Zlín)                 | Čeněk Nekolný (TK Star Praha)                                          | [[]] ([[]])                            | [[]] ([[]])                                 |
| 1940* | +79,4 kg | Gustav Jankovský (BC Praha)                | Josef Soukup (BC Jahelka Kladno)                                       | [[]] ([[]])                            | [[]] ([[]])                                 |
| 1941* | +79,4 kg | Čeněk Nekolný (SK Baťa Zlín)               | Josef Mitrenga (SK Baťov Otrokovice)                                   | [[]] ([[]])                            | [[]] ([[]])                                 |
| 1942* | +79,4 kg | František Louda (BC Smíchov)               | Norbert Káňa (ČSK Vítkovice)                                           | [[]] ([[]])                            | [[]] ([[]])                                 |
| 1943* | +79,4 kg | Vlček (SK Olomouc ASO)                     | Procházka (BC Praha)                                                   | [[]] ([[]])                            | [[]] ([[]])                                 |
| 1944* | +79,4 kg | Čeněk Nekolný (SK Baťov Otrokovice)        | Ryšavý (SK Olomouc ASO)                                                | [[]] ([[]])                            | [[]] ([[]])                                 |
| 1945  | +79,4 kg | Otakar Rademacher (ČAK Vinohrady)          | Vallach (SK Baťa Zlín)                                                 | [[]] ([[]])                            | [[]] ([[]])                                 |
| 1946  | +79,4 kg | Vala (SK Baťa Zlín)                        | Štefan Sudovský (Slovena Trenčín)                                      | [[]] ([[]])                            | [[]] ([[]])                                 |
| 1947  | +79,4 kg | Bohumil Lívanský (BC Praha)                | Vala (SK Baťa Zlín)                                                    | [[]] ([[]])                            | [[]] ([[]])                                 |
| 1948  | +79,4 kg | Bohumil Lívanský (BC Pardubice)            | Jaroslav Netuka (SK Olomouc ASO)                                       | [[]] ([[]])                            | [[]] ([[]])                                 |
| 1949  | +79,4 kg | Horymír Netuka (ZSJ Svit Otrokovice)       | Zdeněk Cipro (Armádní tělovýchovný klub)                               | [[]] ([[]])                            | [[]] ([[]])                                 |
| 1950  | +79,4 kg | Horymír Netuka (Sokol Hranice)             | František Švarko (Tatra Svit)                                          | [[]] ([[]])                            | [[]] ([[]])                                 |
| 1951  | +81 kg   | Horymír Netuka (Armádní tělovýchovný klub) | Oldřich Markovič (Jednota Jablonec)                                    | Alojz Pekárik (TJ Spartak Dubnica)     | Červený (OD Teplice)                        |
| 1952  | +81 kg   | Horymír Netuka (Armádní tělovýchovný klub) | František Švarko (Nové Mesto)                                          | Fialka (Olomouc)                       | Oldřich Markovič (Jednota Jablonec/Liberec) |
| 1953  | +81 kg   | Horymír Netuka (Ústřední dům armády)       | Soukup (Ústřední dům armády)                                           | Filko (DSO Jiskra Prostějov)           | Josef Němec (DSO Slavoj České Budějovice)   |
| 1954  | +81 kg   | —                                          | Josef Němec (Ústřední dům armády) Horymír Netuka (Ústřední dům armády) | Soukup (DSO Spartak Praha Sokolovo)    | Stitz (DSO Baník Loket)                     |
| 1955  | +81 kg   | Horymír Netuka (Ústřední dům armády)       | Josef Němec (DSO Slavoj České Budějovice)                              | Stütz (Rudá hvězda Praha)              | [[]] ([[]])                                 |
| 1956  | +81 kg   | Josef Němec (DSO Slavoj České Budějovice)  | Horymír Netuka (Ústřední dům armády)                                   | Oldřich Markovič (TJ Spartak Rýnovice) | Stütz (Rudá hvězda Praha)                   |
| 1957  | +81 kg   | Josef Němec (TJ Slavoj České Budějovice)   | Horymír Netuka (ASD Dukla Praha)                                       | Pokorný (TJ RH Karlovy Vary)           | Oldřich Markovič (TJ Spartak Rýnovice)      |
| 1958  | +81 kg   | Josef Němec (TJ Slavoj České Budějovice)   | Kára (TJ Baník Most)                                                   | [[]] ([[]])                            | [[]] ([[]])                                 |
| 1959  | +81 kg   | Zdeněk Benešovský (ASD Dukla Kroměříž)     | Stanislav Patočka (Spartak Hradec Králové)                             | Ján Tancurát (TJ Iskra Svit)           | Josef Němec (TJ Slavoj České Budějovice)    |
| 1960  | +81 kg   | Josef Němec (TJ Slavoj České Budějovice)   | Stanislav Patočka (TJ RH Karlovy Vary)                                 | Štěpán Foltýn (TJ Slezan Opava)        | Oldřich Bláha (ASD Dukla Kroměříž)          |
| 1961  | +81 kg   | Zdeněk Benešovský (TJ Spartak AZKG Praha)  | Josef Němec (TJ Slavoj České Budějovice)                               | Oldřich Bláha (ASD Dukla Kroměříž)     | Blažek (TJ Jiskra OP Prostějov)             |
| 1962  | +81 kg   | Josef Němec (TJ Slavoj České Budějovice)   | Gustav Grohman (TJ Slezan Opava)                                       | Oldřich Bláha ([[]])                   | Brož (TJ Baník Sokolov)                     |
| 1963  | +81 kg   | Josef Němec (TJ Slavoj České Budějovice)   | Rupert (TJ Spartak Dubnica)                                            | F. Linhart (TJ RH Karlovy Vary)        | Gustav Grohman (TJ Slezan Opava)            |
| 1964  | +81 kg   | Josef Němec (TJ Slavoj České Budějovice)   | Gustav Grohman (TJ Slezan Opava)                                       | Mátl (TJ Spartak AZKG Praha)           | Kopt (TJ Lokomotiva Děčín)                  |
| 1965  | +81 kg   | Gustav Grohman (TJ Slezan Opava)           | Krčál (ASD Dukla Kroměříž)                                             | Kopt (TJ Lokomotiva Děčín)             | Vítek (Znojmo)                              |
| 1966  | +81 kg   | Miroslav Hřebíček (TJ Spartak Dubnica)     | Gustav Grohman (TJ Slezan Opava)                                       | [[]] ([[]])                            | [[]] ([[]])                                 |
| 1967  | +81 kg   | Josef Němec (TJ Slavoj České Budějovice)   | Petr Čemerys (TJ Rudá hvězda Ústí)                                     | Paznocht (ASD Dukla Olomouc)           | Vladimír Čírtek (TJ OP Prostějov)           |
| 1968  | +81 kg   | Josef Němec (TJ Slavoj České Budějovice)   | Gustav Grohman (TJ Slezan Opava)                                       | Rudolf Ostružár (TJ Slovan Bratislava) | Manfréd Hartmann (TJ Baník Sokolov)         |
| 1969  | +81 kg   | Petr Čemerys (TJ Rudá hvězda Ústí)         | Ľudovít Gyerák (VTJ Dukla Bratislava)                                  | Karol Čúz (TJ Spartak Dubnica)         | Goldbach (TJ Zbrojovka Brno)                |
| 1970  | +81 kg   | Petr Sommer (ASD Dukla Olomouc)            | Petr Čemerys (TJ Rudá hvězda Ústí)                                     | Josef Kapín (TJ Uhelné sklady Praha)   | Tóth (TJ Kovoplast Nitra)                   |
| 1971  | +81 kg   | Petr Sommer (ASD Dukla Olomouc)            | Petr Čemerys (TJ RH Karlovy Vary)                                      | Josef Motýl (ASD Dukla Olomouc)        | Karol Čúz (TJ Spartak Dubnica)              |
| 1972  | +81 kg   | Karol Čúz (TJ Spartak Dubnica)             | Růžička (TJ Praga Praha)                                               | Jakubička (TJ Kovoplast Nitra)         | Pravda (TJ Lokomotiva Košice)               |
| 1973  | +81 kg   | Petr Sommer (ASD Dukla Olomouc)            | Josef Němec ml. (TJ Rudá hvězda Ústí)                                  | Josef Motýl (ASD Dukla Olomouc)        | Ladislav Karácsony (TJ OSP Galanta)         |
| 1974  | +81 kg   | Petr Sommer (ASD Dukla Olomouc)            | Ladislav Karácsony (TJ OSP Galanta)                                    | Josef Němec ml. (TJ Rudá hvězda Ústí)  | Ladislav Resl (TJ Rudá hvězda Ústí)         |
| 1975  | +81 kg   | Petr Sommer (ASVS Dukla Olomouc)           | Petr Čemerys (TJ RH Karlovy Vary)                                      | Ladislav Resl (TJ Rudá hvězda Ústí)    | Ladislav Karácsony (TJ OSP Galanta)         |
| 1976  | +81 kg   | Petr Sommer (ASVS Dukla Olomouc)           | Karol Čúz (TJ Uhelné sklady Praha)                                     | Ľudovít Gyerák (TJ Spartak Komárno)    | Rudolf Janečka (TJ Inter Bratislava)        |
| 1977  | +81 kg   | Zdeněk Kortiš (ASVS Dukla Olomouc)         | Ladislav Resl (TJ Rudá hvězda Ústí)                                    | Rudolf Janečka (TJ OSP Galanta)        | Marián Frančák (Martin)                     |
| 1978  | +81 kg   | Ladislav Resl (TJ Rudá hvězda Ústí)        | Ľudovít Gyerák (TJ OSP Galanta)                                        | Rudolf Janečka (ASVS Dukla Olomouc)    | Rudolf Šubák (TJ Lokomotiva Košice)         |
| 1979  | +81 kg   | Ivan Protivňák (ASVS Dukla Olomouc)        | Ladislav Resl (TJ Rudá hvězda Ústí)                                    | Rudolf Kolárik (TJ Spartak Dubnica)    | Karol Čúz (TJ Spartak Dubnica)              |
| 1980  | +81 kg   | Ivan Protivňák (ASVS Dukla Olomouc)        | Marián Frančák (TJ ZŤS Martin)                                         | Csaba Dömötör (TJ RH Karlovy Vary)     | Rudolf Šubák (TJ Spartak Komárno)           |
| 1981  | +81 kg   | Ladislav Paszterko (TJ OSP Galanta)        | Artur Laburda (TJ Rudá hvězda Ústí)                                    | Rudolf Šubák (TJ Spartak Komárno)      | Ivan Protivňák (ASVS Dukla Olomouc)         |
| 1982  | +81 kg   | Marián Frančák (TJ ZŤS Martin)             | Artur Laburda (TJ Rudá hvězda Ústí)                                    | Ivan Protivňák (ASVS Dukla Olomouc)    | Ladislav Paszterko (TJ OSP Galanta)         |
| 1983  | –91 kg   | Jiří Smetana (ASVS Dukla Olomouc)          | Ladislav Husárik (TJ Rudá hvězda Ústí)                                 | František Šumina (TJ OSP Galanta)      | Marián Frančák (TJ ZŤS Martin)              |
| 1984  | –91 kg   | Ladislav Zachar (TJ Spartak Dubnica)       | Pavol Sovík (ASVS Dukla Olomouc)                                       | Ladislav Husárik (TJ Rudá hvězda Ústí) | Šiška (TJ Elitex Nitra)                     |
| 1985  | –91 kg   | Pavol Sovík (TJ ZŤS Martin)                | Ladislav Husárik (TJ Rudá hvězda Ústí)                                 | Marián Frančák (TJ ZŤS Martin)         | Peter Novosedliak (TJ ZŤS Martin)           |
| 1986  | –91 kg   | Rudolf Gavenčiak (TJ Rudá hvězda Ústí)     | Ladislav Husárik (TJ Rudá hvězda Ústí)                                 | Peter Šimko (TJ Spartak Komárno)       | Fridrich Miček (ASVS Dukla Olomouc)         |
| 1987  | –91 kg   | Rudolf Gavenčiak (TJ Rudá hvězda Ústí)     | Petrovič (TJ Spartak Dubnica)                                          | František Šumina (TJ OSP Galanta)      | Marián Frančák (TJ Atóm Jaslovské Bohunice) |
| 1988  | –91 kg   | Rudolf Gavenčiak (TJ Rudá hvězda Ústí)     | Miroslav Gavenčiak (PS Žilina)                                         | Peter Šimko (TJ Lokomotiva Vranov)     | Řízek (TJ Baník Most)                       |
| 1989  | –91 kg   | Miroslav Gavenčiak (TJ Spartak Dubnica)    | Peter Hrivňák (TJ Rudá hvězda Ústí)                                    | Ladislav Bartoš (TJ ZŤS Martin)        | Zdeněk Plíva (SKP Kometa Brno)              |
| 1990  | –91 kg   | Miroslav Gavenčiak (TJ Spartak Dubnica)    | Zdeněk Plíva (SKP Kometa Brno)                                         | Aleš Hrubý (TJ Rudá hvězda Ústí)       | Roller (TJ Praga Praha)                     |
| 1991  | –91 kg   | Miroslav Gavenčiak (TJ Spartak Dubnica)    | Daniel Stantien (Olomouc)                                              | Jaroslav Grepl (Olomouc)               | Gruszecký (Košice)                          |
| 1992  | –91 kg   | Daniel Stantien (Olomouc)                  | Hoferica (TJ Spartak Komárno)                                          | Blaho (ŠKP Bratislava)                 | Hrubý (SKP Kometa Brno)                     |

## Supertěžká váha
| Datum | Kat.   | Zlato                                  | Stříbro                                        | Bronz                                          | Bronz                                          |
| ----- | ------ | -------------------------------------- | ---------------------------------------------- | ---------------------------------------------- | ---------------------------------------------- |
| 1983  | +91 kg | Artur Laburda (TJ Rudá hvězda Ústí)    | Ladislav Paszterko (TJ OSP Galanta)            | Rudolf Šubák (TJ Spartak Komárno)              | Jaroslav Bagin (TJ Spartak Dubnica)            |
| 1984  | +91 kg | Artur Laburda (TJ Baník Most)          | Bohumil Huška (ASVS Dukla Olomouc)             | Ivan Protivňák (TJ Uhelné sklady Praha)        | Rudolf Šubák (TJ Spartak Komárno)              |
| 1985  | +91 kg | Artur Laburda (TJ Baník Most)          | Milan Turek (TJ Spartak Dubnica)               | Ladislav Paszterko (TJ Elektrosvit Nové Zámky) | Jaroslav Bagin (TJ Spartak Dubnica)            |
| 1986  | +91 kg | Bohumil Huška (ASVS Dukla Olomouc)     | Ladislav Paszterko (TJ Elektrosvit Nové Zámky) | Ľubomír Janota (TJ ZŤS Martin)                 | Peter Hrivňák (TJ Rudá hvězda Ústí)            |
| 1987  | +91 kg | Ladislav Husárik (TJ Rudá hvězda Ústí) | Rudolf Šubák (TJ Lokomotiva Vranov)            | Bohumil Huška (TJ Rudá hvězda Brno)            | Ladislav Paszterko (TJ Elektrosvit Nové Zámky) |
| 1988  | +91 kg | Ladislav Husárik (TJ Rudá hvězda Ústí) | Fridrich Miček (TJ Uhelné sklady Praha)        | Štefan Čekan (Košice)                          | Marián Frančák (TJ Atóm Jaslovské Bohunice)    |
| 1989  | +91 kg | Bohumil Huška (TJ Rudá hvězda Brno)    | Ladislav Paszterko (TJ Spartak Komárno)        | Ladislav Husárik (TJ Rudá hvězda Ústí)         | Jaroslav Bagin (TJ Uhelné sklady Praha)        |
| 1990  | +91 kg | Bohumil Huška (SKP Kometa Brno)        | Balog (TJ Baník Sokolov)                       | Ladislav Paszterko (TJ Spartak Komárno)        | Štefan Čekan (Košice)                          |
| 1991  | +91 kg | Zdeněk Plíva (SKP Kometa Brno)         | Marian Sisák (TJ Lokomotiva Vranov)            | Roman Bukor (TJ Spartak Komárno)               | Marko Hurbanič (TJ Atóm Jaslonské Bohunice)    |
| 1992  | +91 kg | Róbert Baláž (Vítkovice)               | Petr Řezníček (TJ US Praga)                    | Švarc (ŠKP Bratislava)                         | Miroslav Gavenčiak (TJ Spartak Dubnica)        |